# Biserica de lemn din Vârciorog

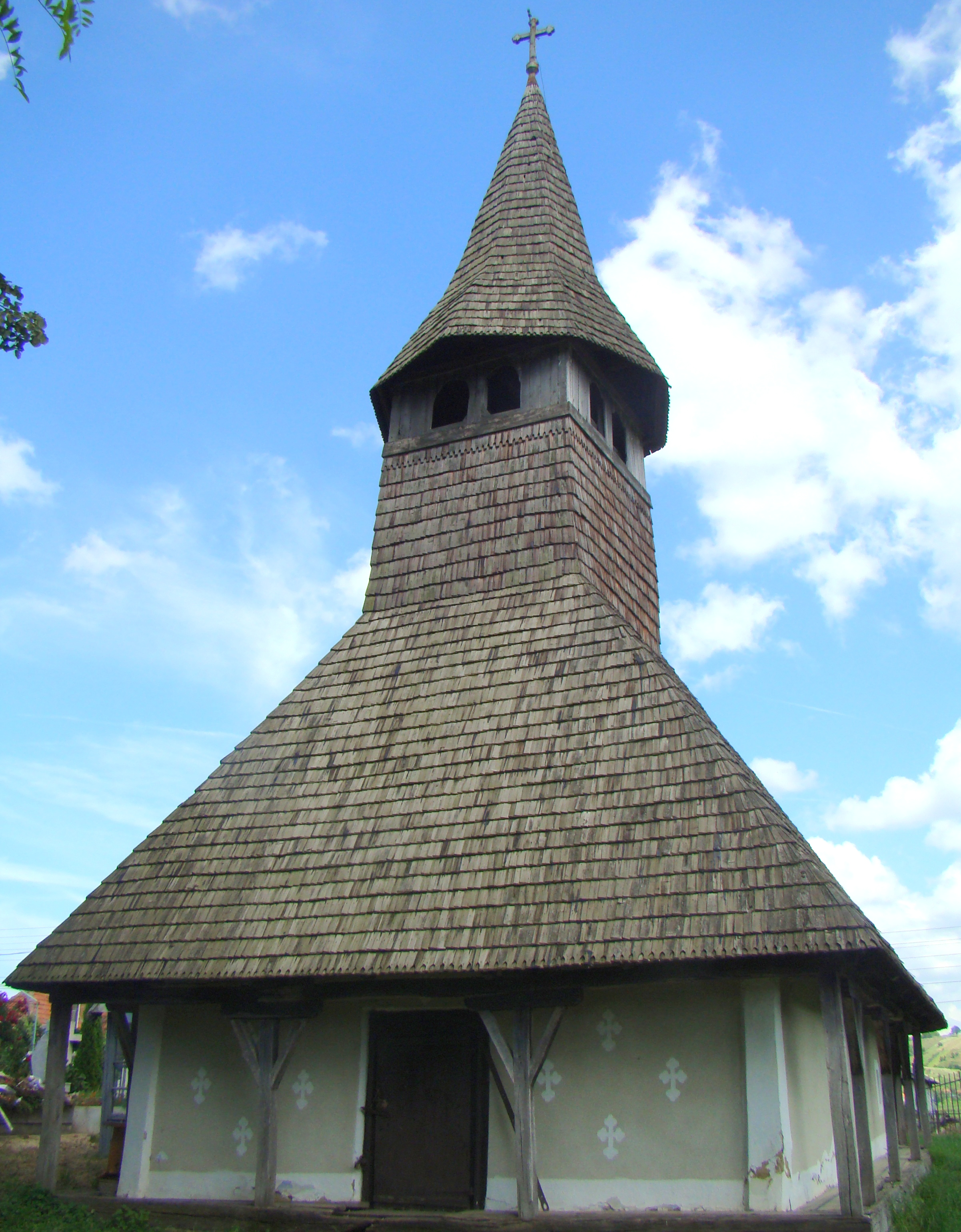
Biserica de lemn „Sfinţii Arhangheli” din Vârciorog, comuna Vârciorog, județul Bihor, foto: august 2016.

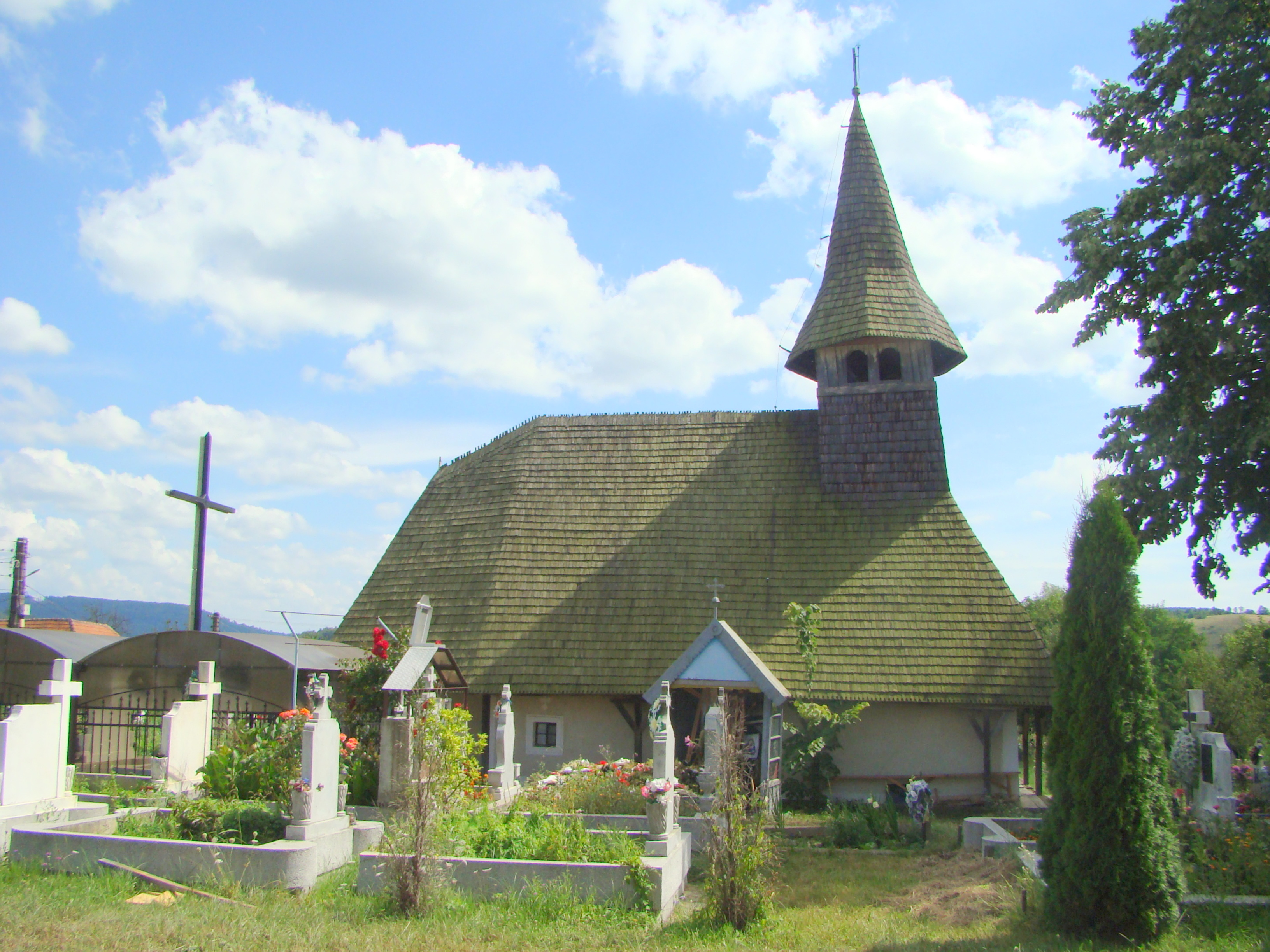
Biserica (nord)

Biserica de lemn din Vârciorog, comuna Vârciorog, județul Bihor, datează din secolul XVII. Are hramul „Sfinții Arhangheli Mihail și Gavriil”. Biserica se află pe noua listă a monumentelor istorice sub codul LMI:  BH-II-m-B-01229.

## Istoric și trăsături
Biserica de lemn din Vârciorog este probabil construită în secolul XVII, într-o altă locație decât cea în care se află azi, construcția fiind mutată aici undeva în jurul anului 1860. O serie de renovări și modificări au adus-o în forma în care construcția se află azi. În 1880 a avut loc o renovare a bisericii, la 1930, ferestrele au fost mărite, concomitent cu tencuirea bisericii, atât în interior cât și la exterior, iar în 1956 un grup de specialiști în frunte cu dulgherul Gavra Ioan a restaurat-o, redând clădirii o parte din vechea înfățișare. Din păcate, din pictura interioară nu s-a păstrat nici un fragment, păstrându-se însă o serie de ornamente cioplite în lemn, la arcul bolții, ancadramentul ușii naosului și al tindei, crestat cu motivul frânghiei. 

## Imagini din exterior

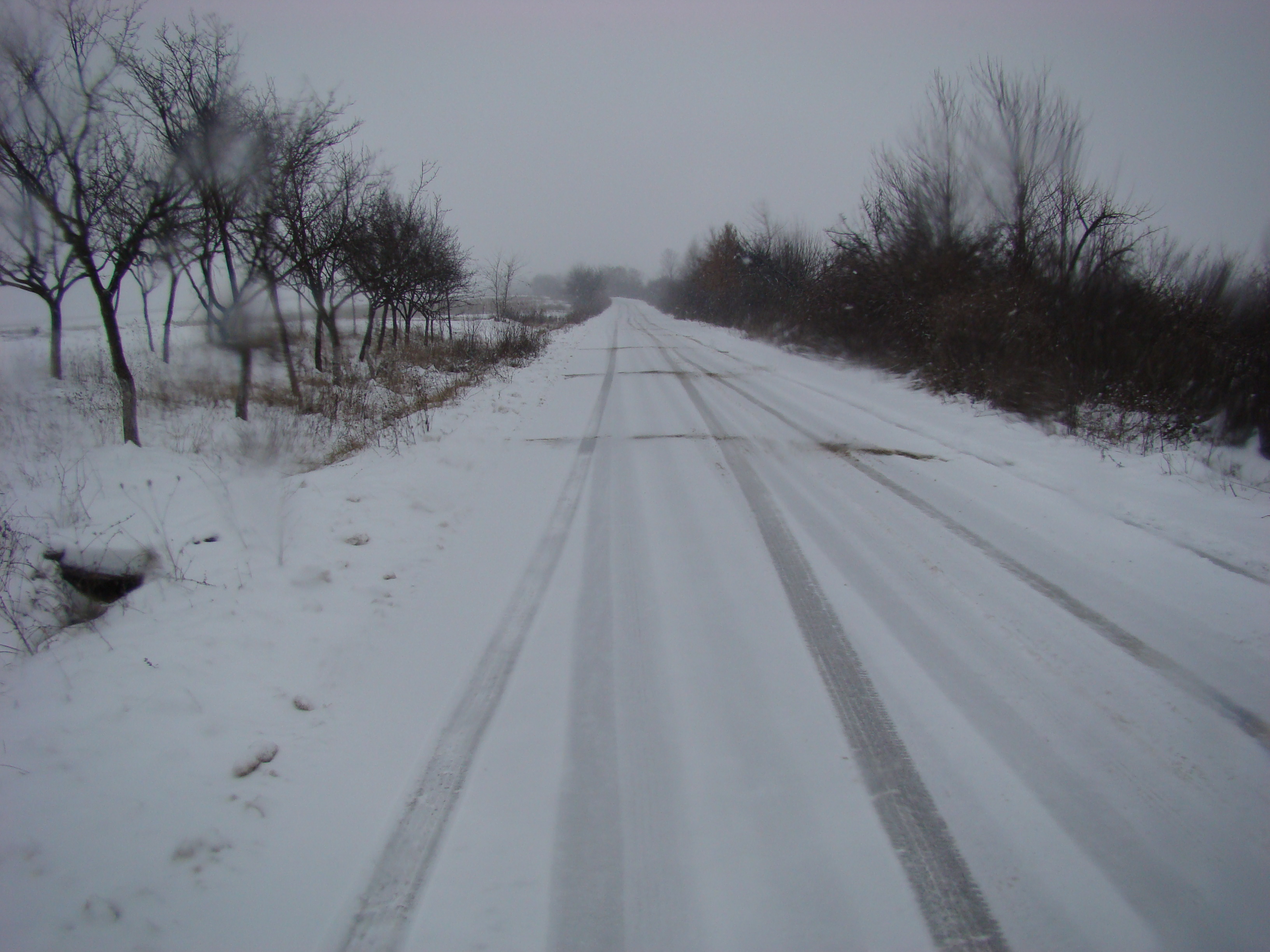
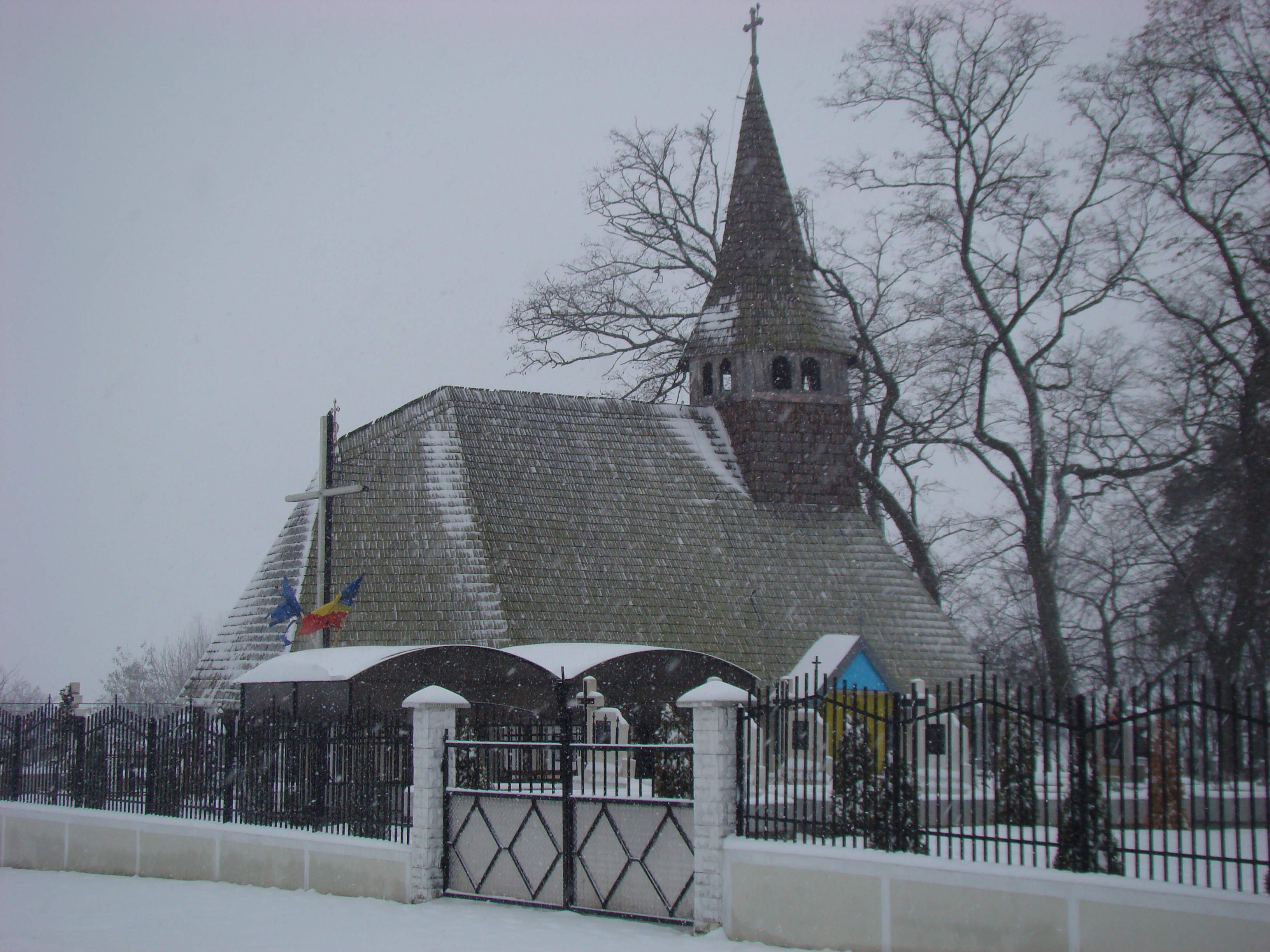
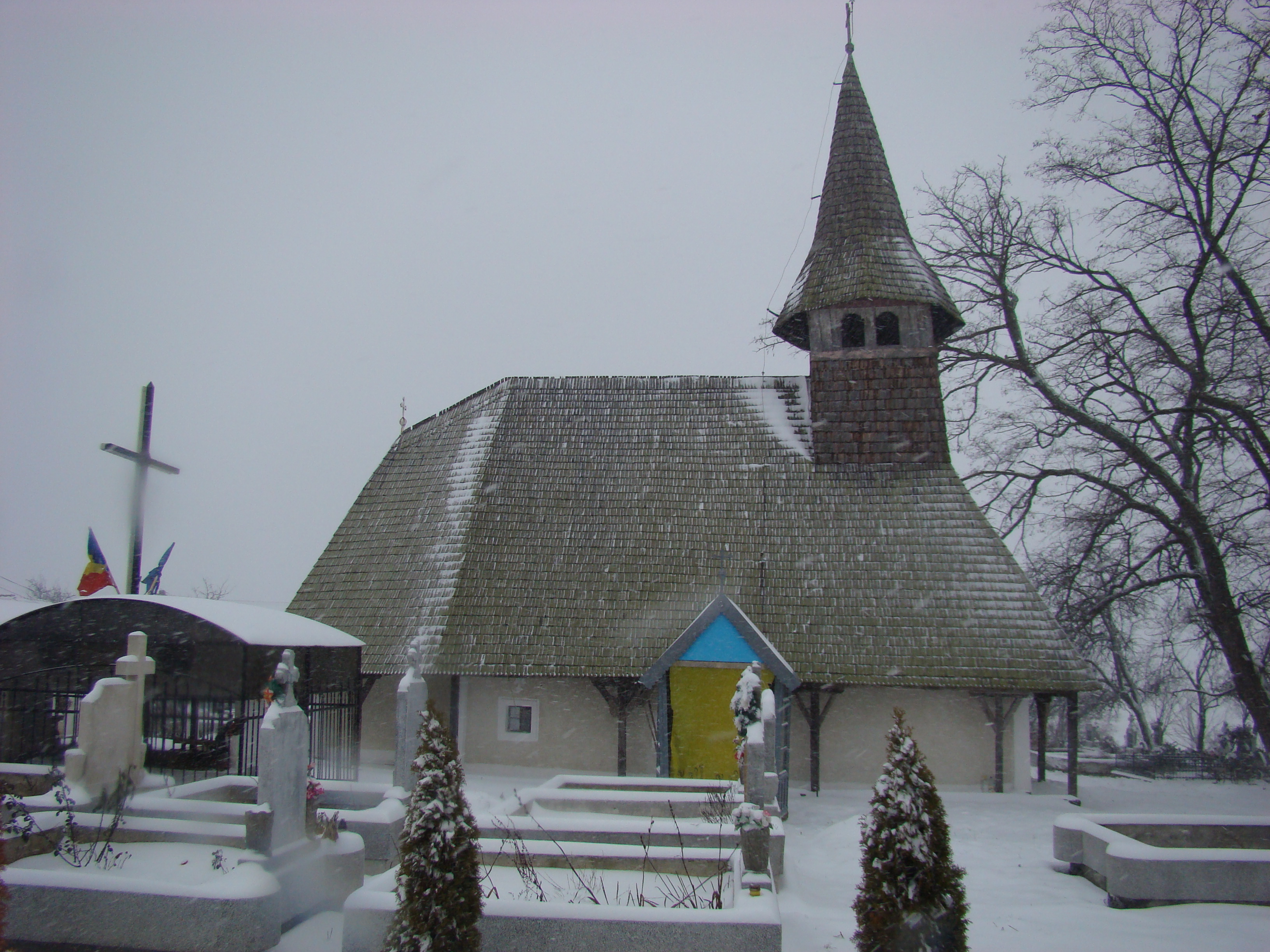
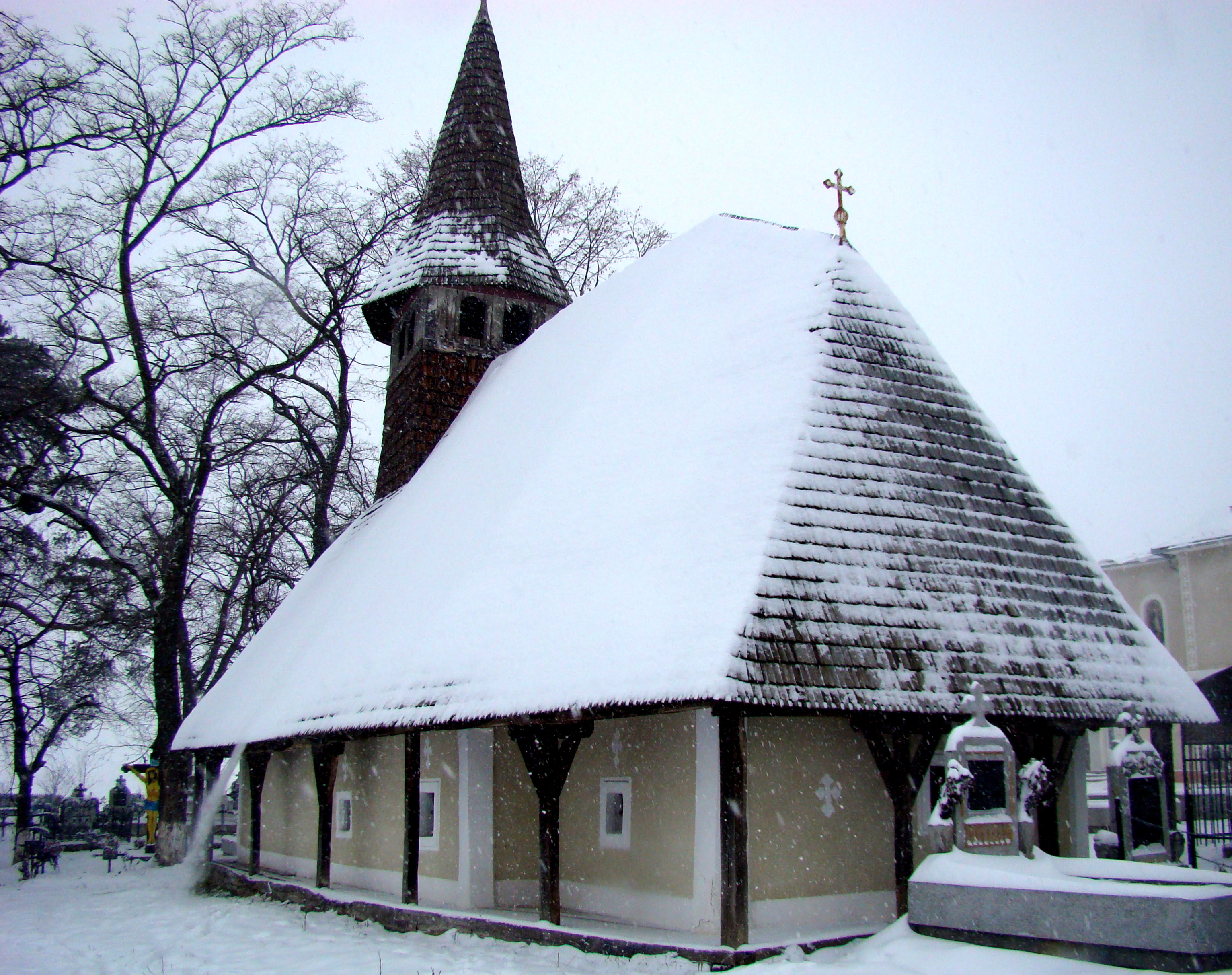
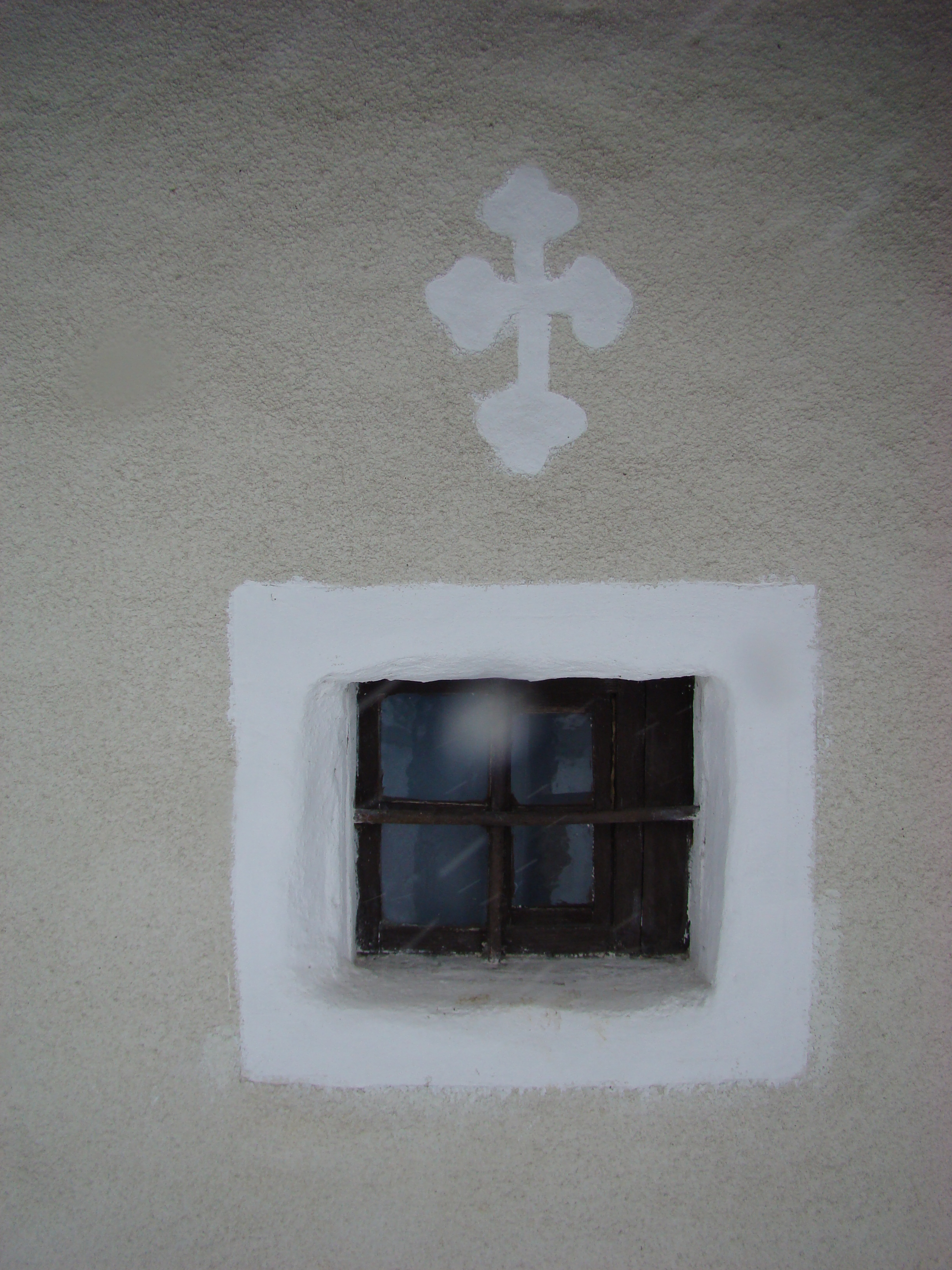
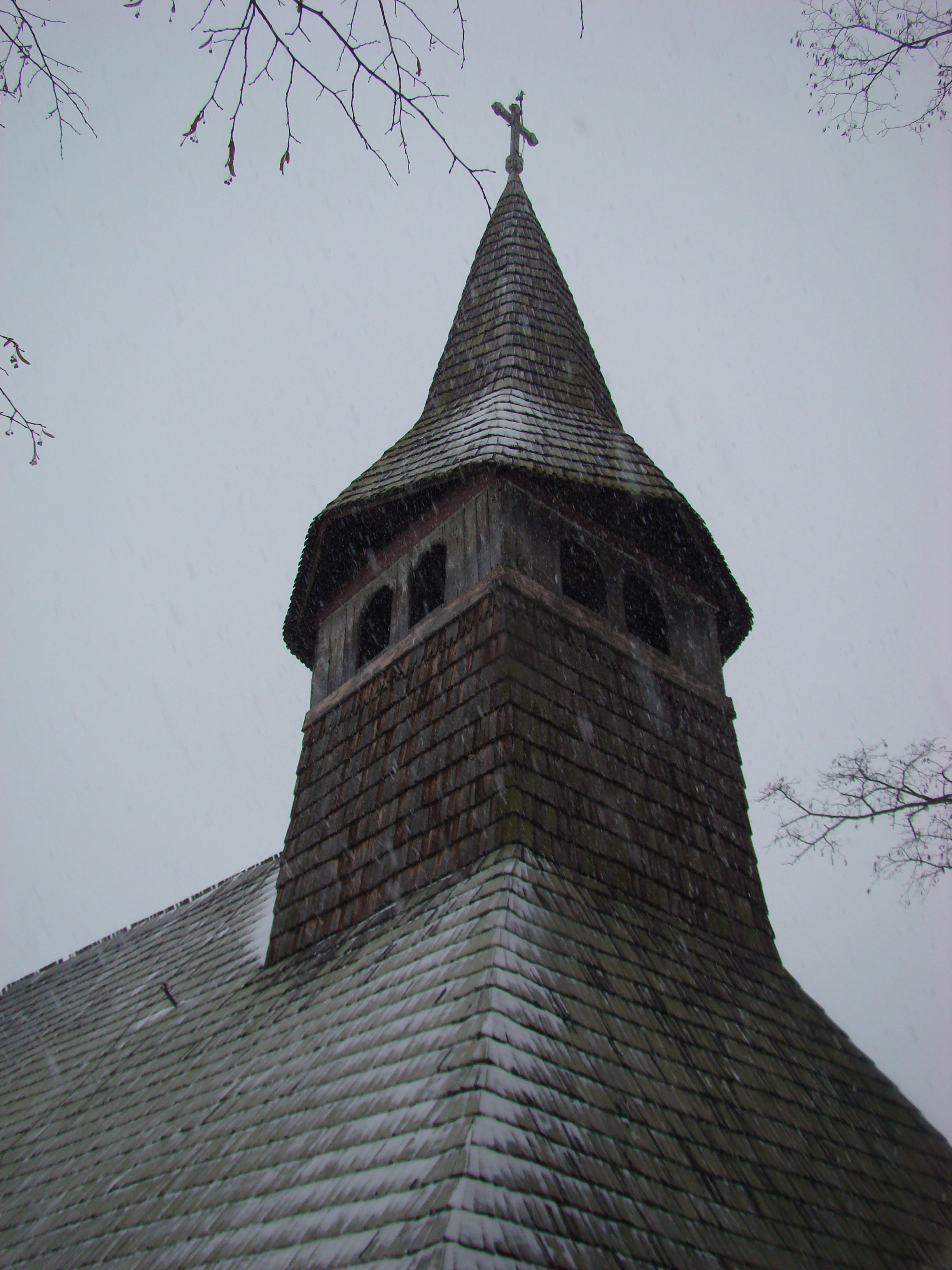
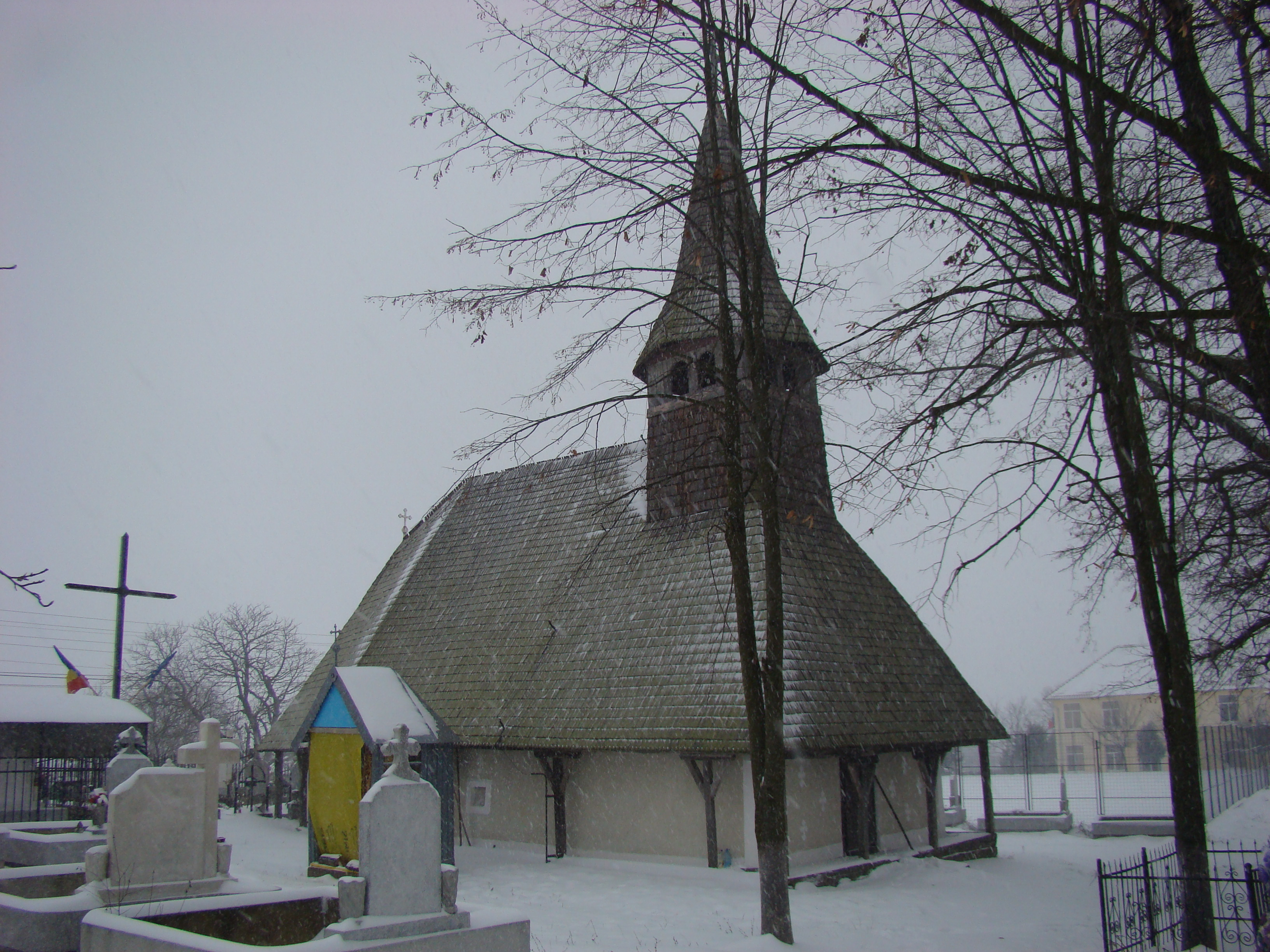
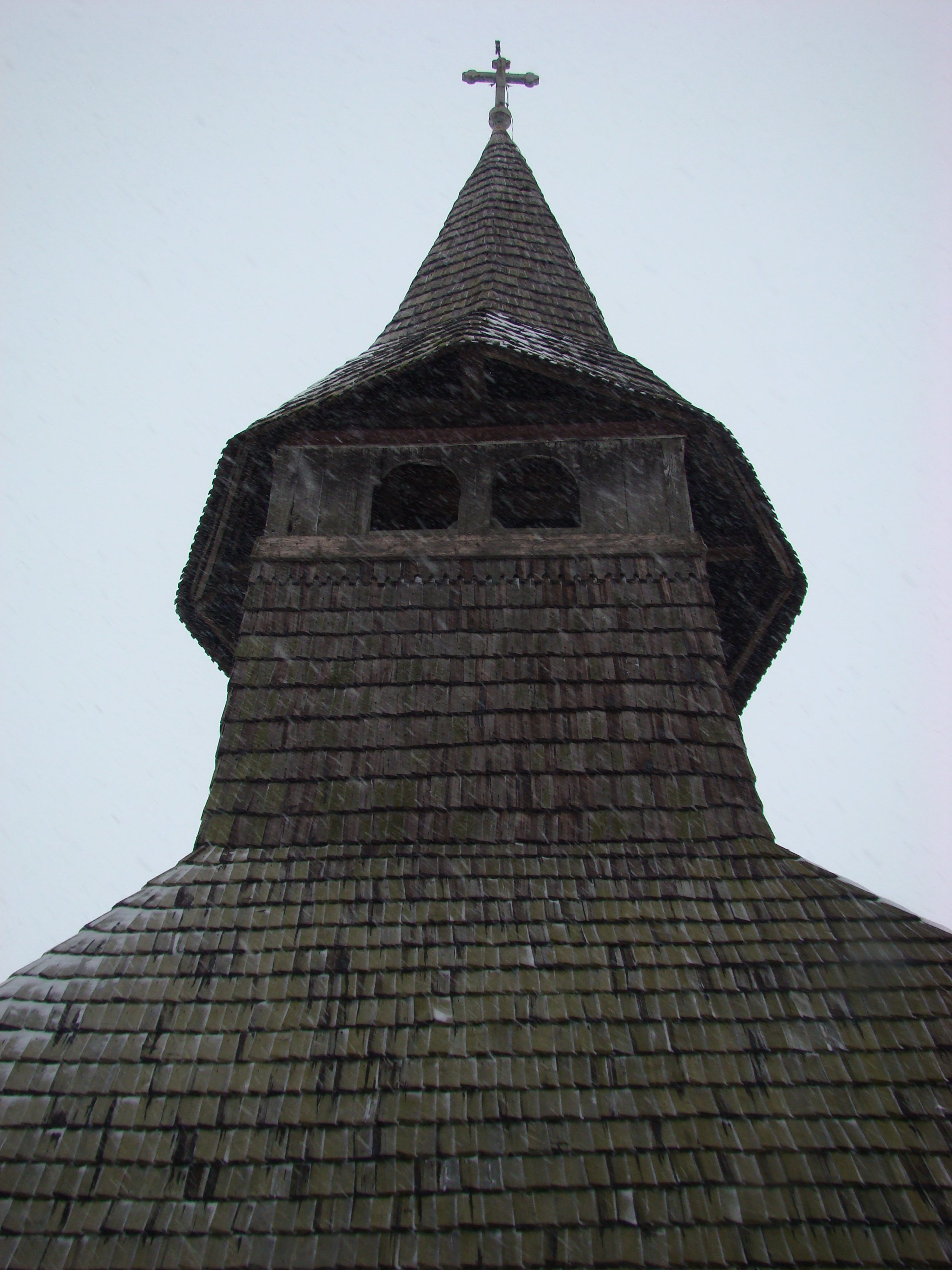
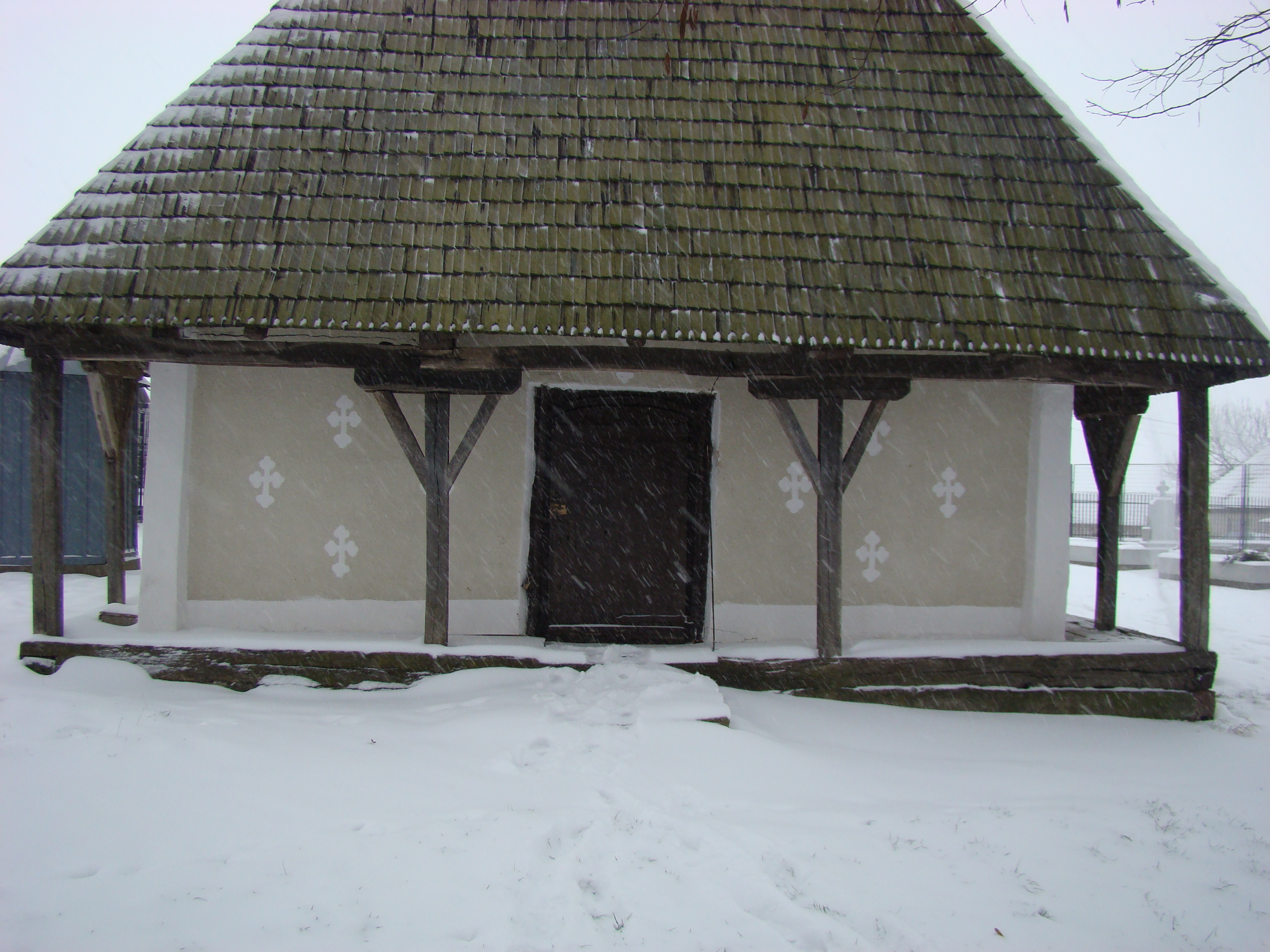
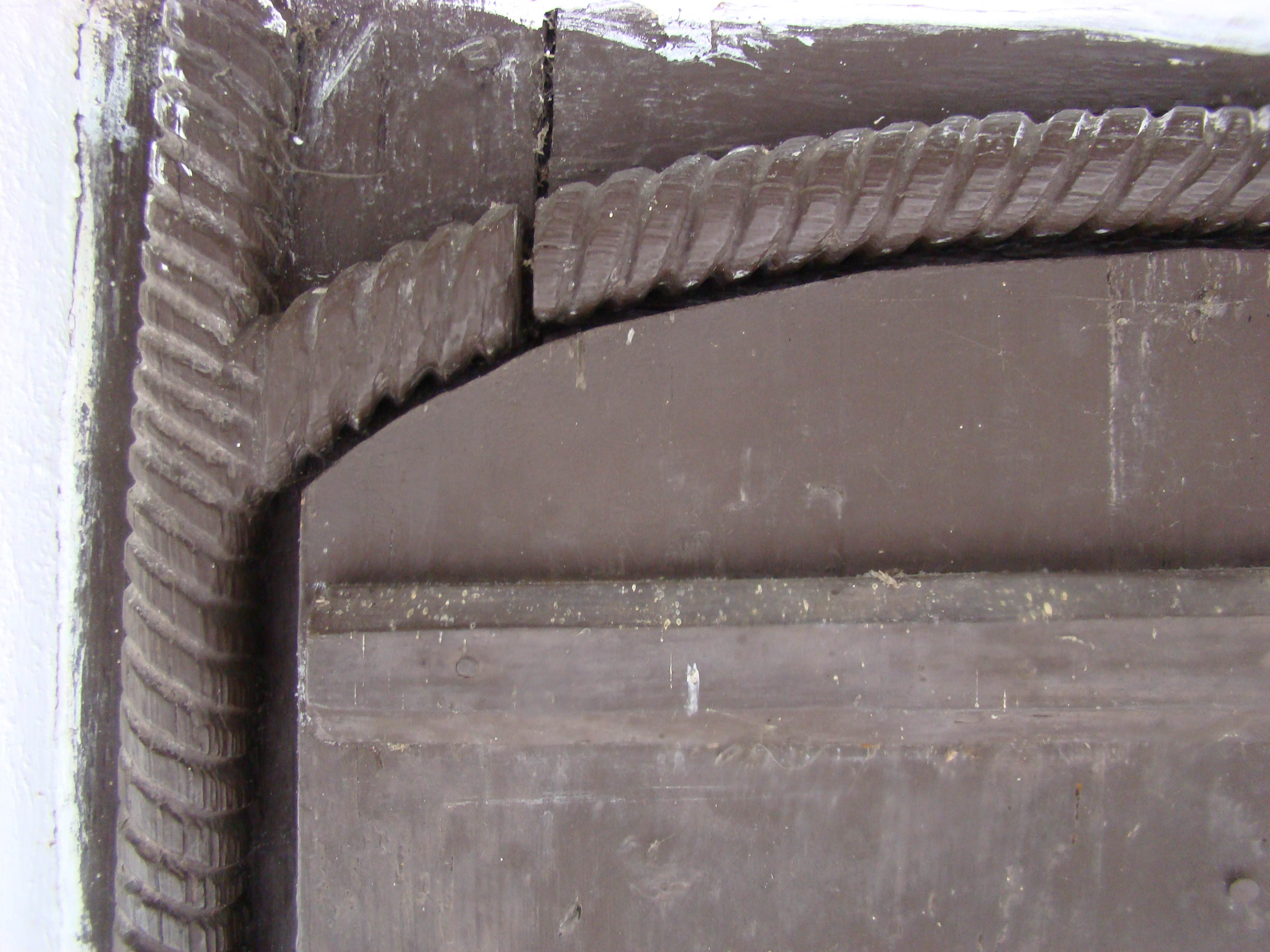
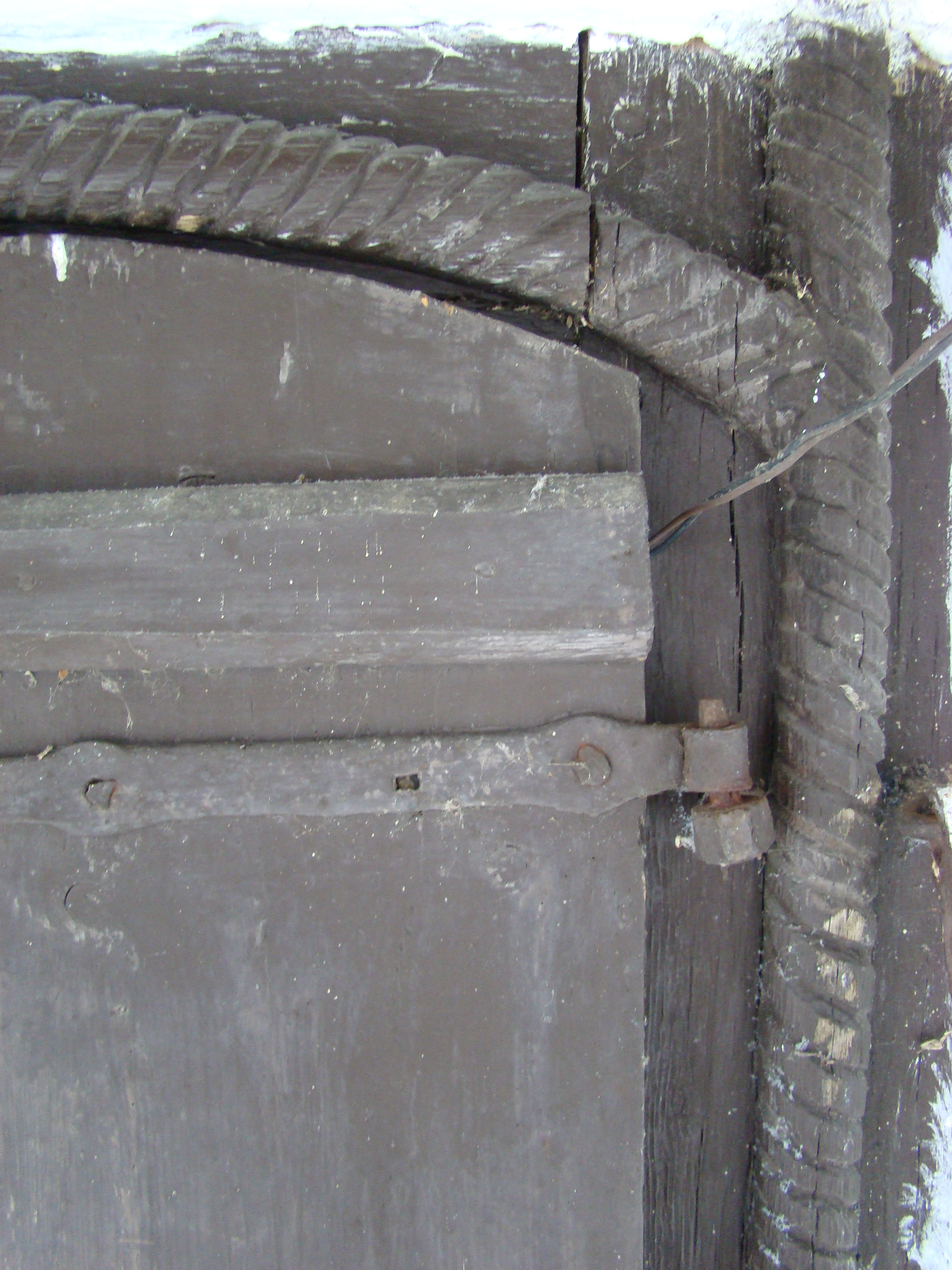
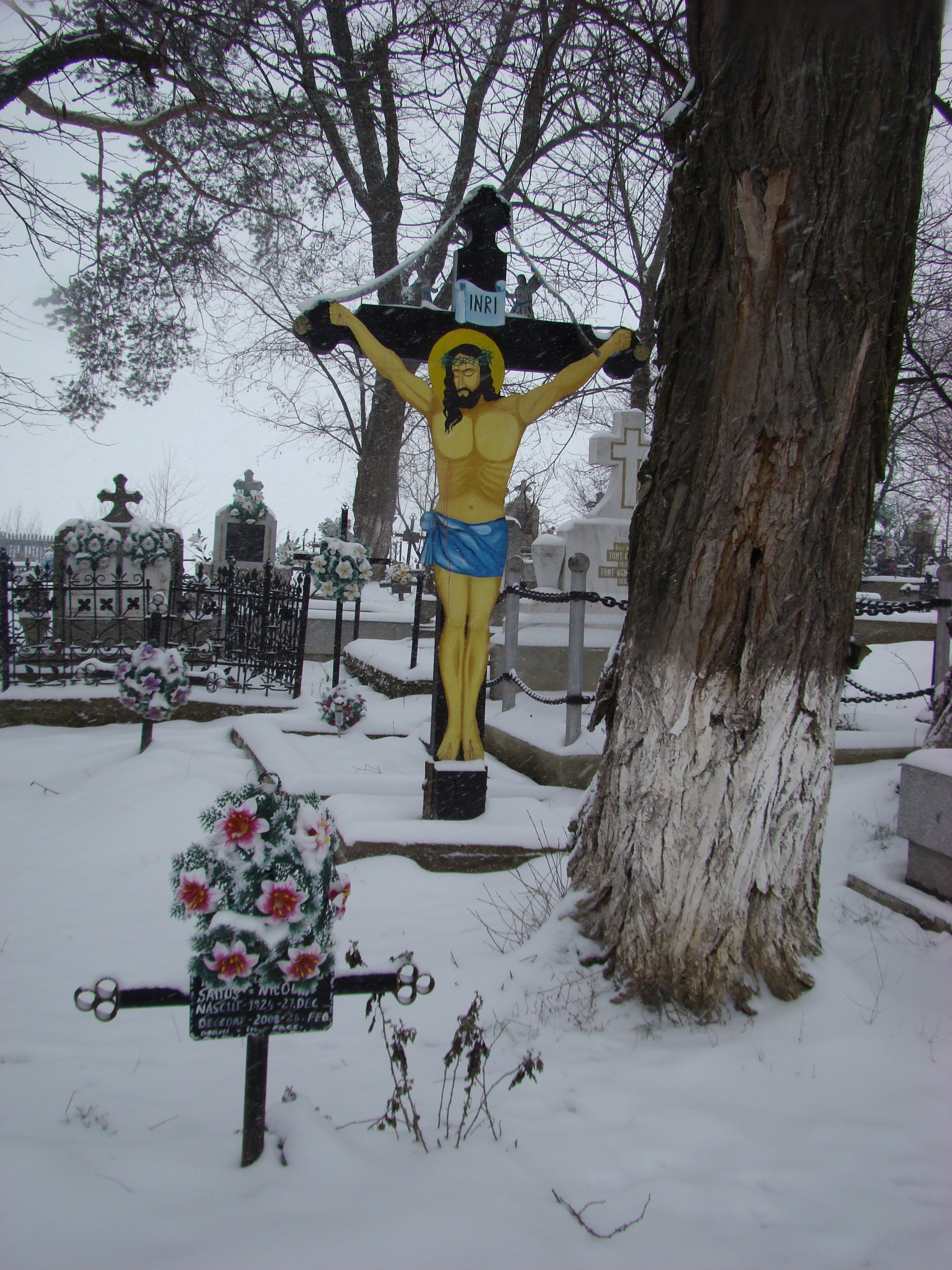
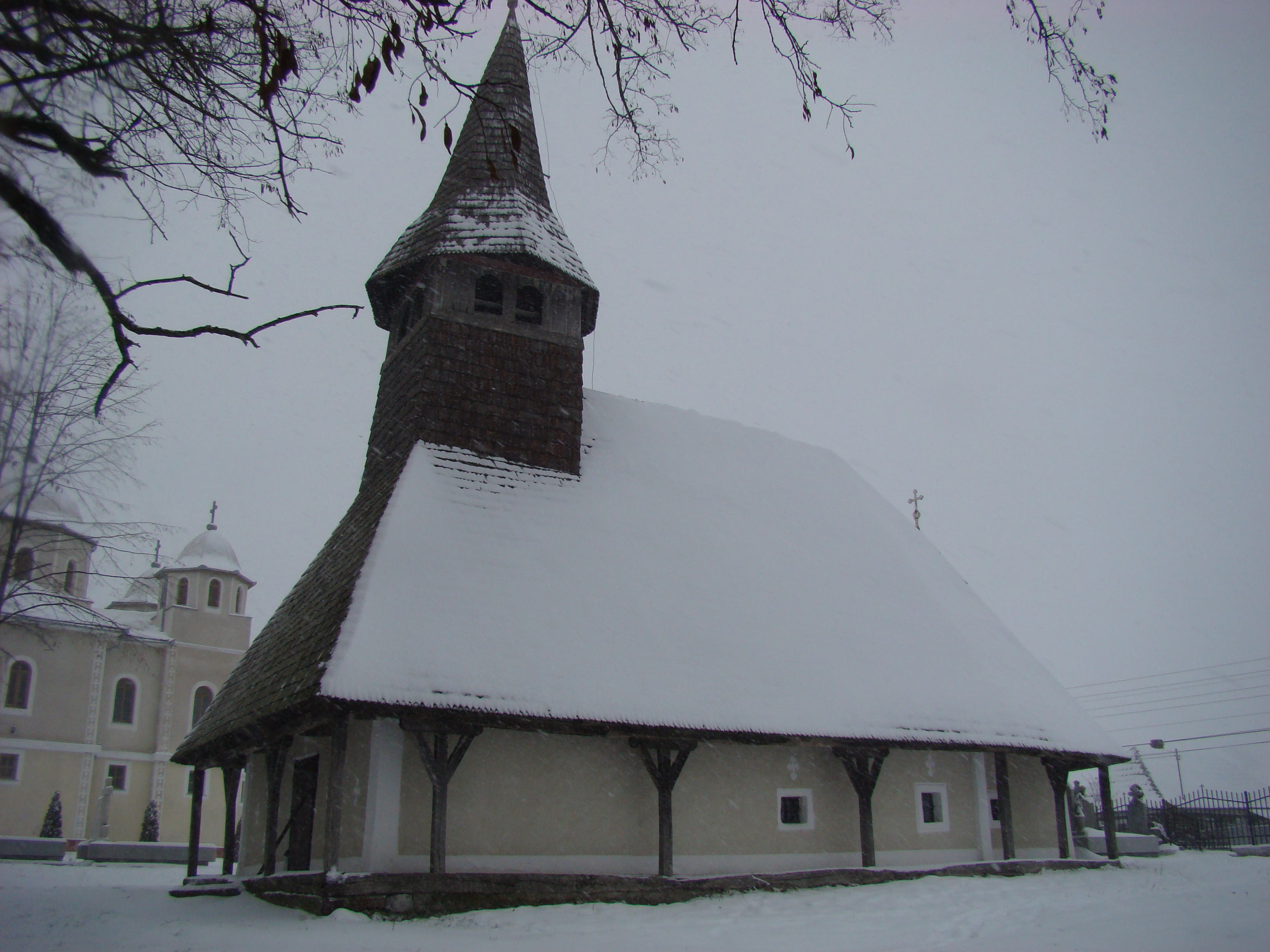
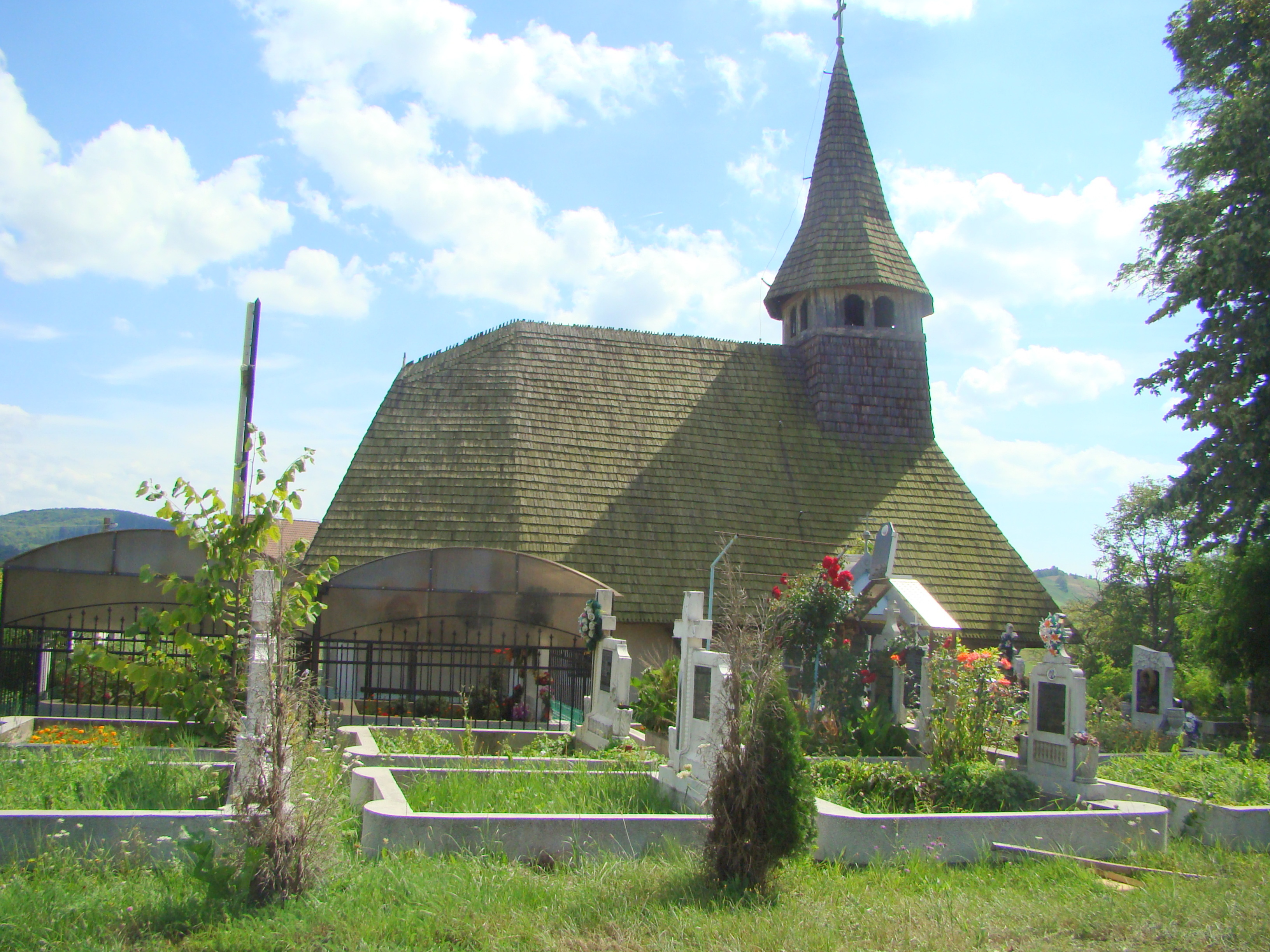
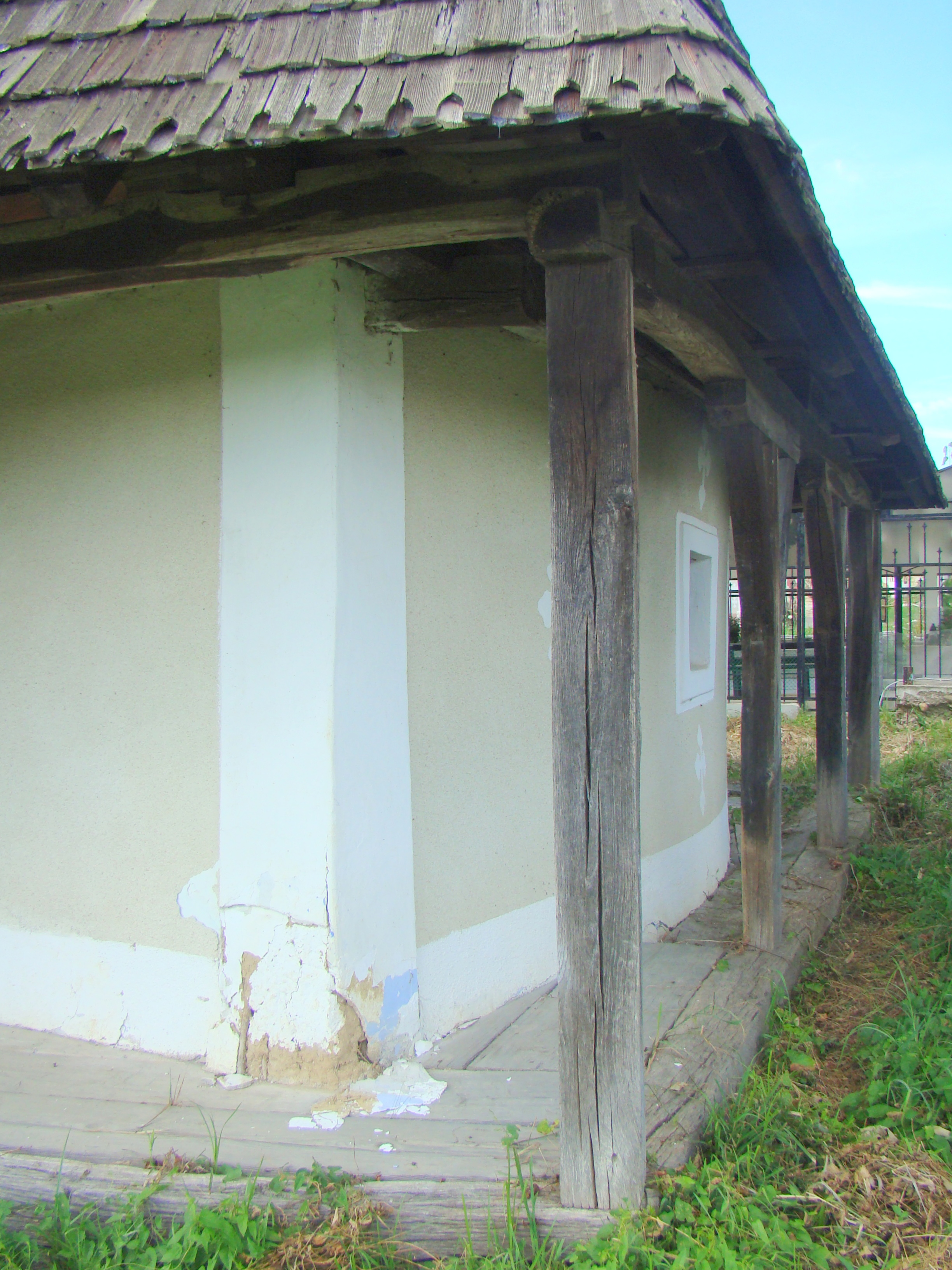
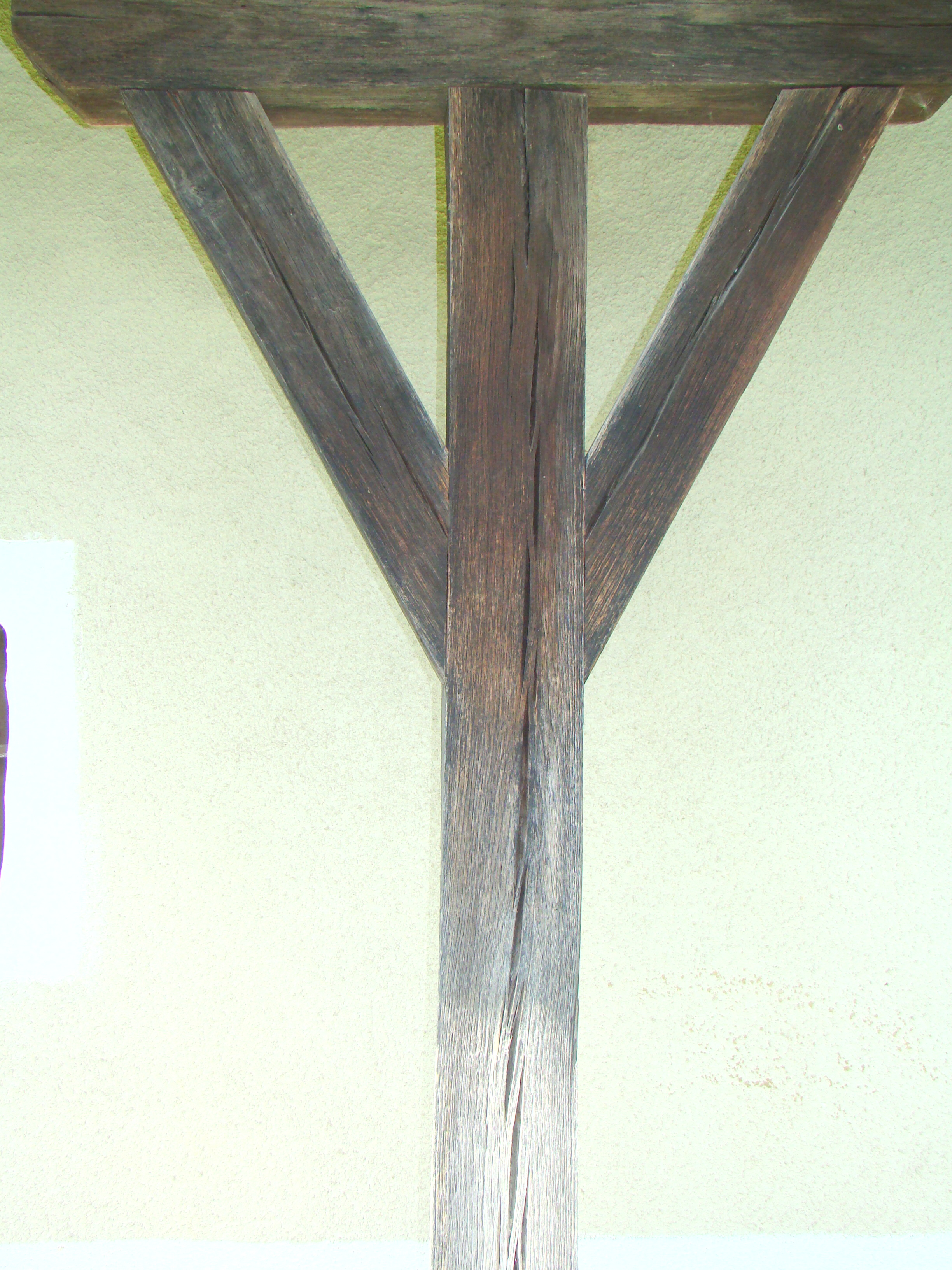
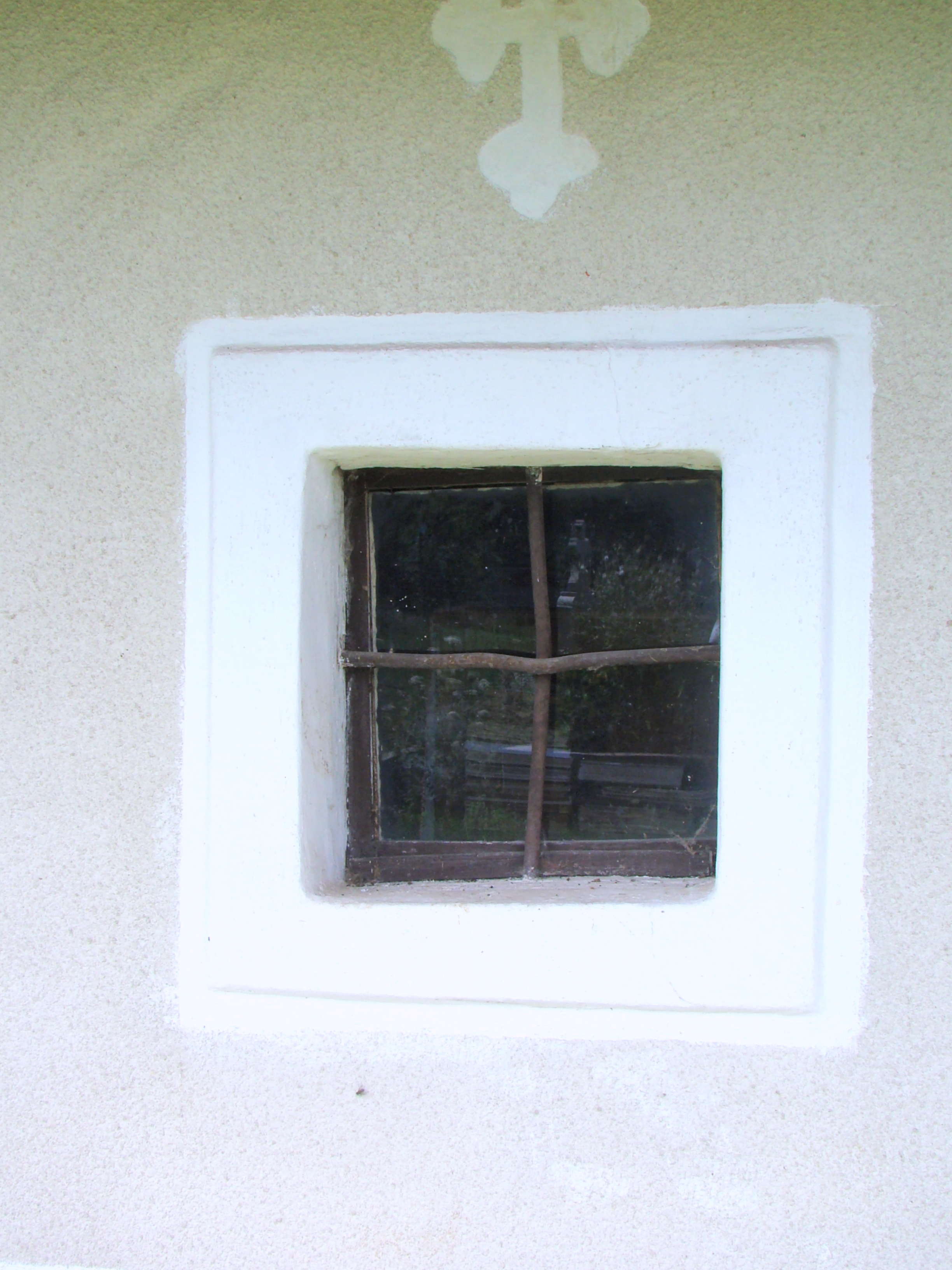
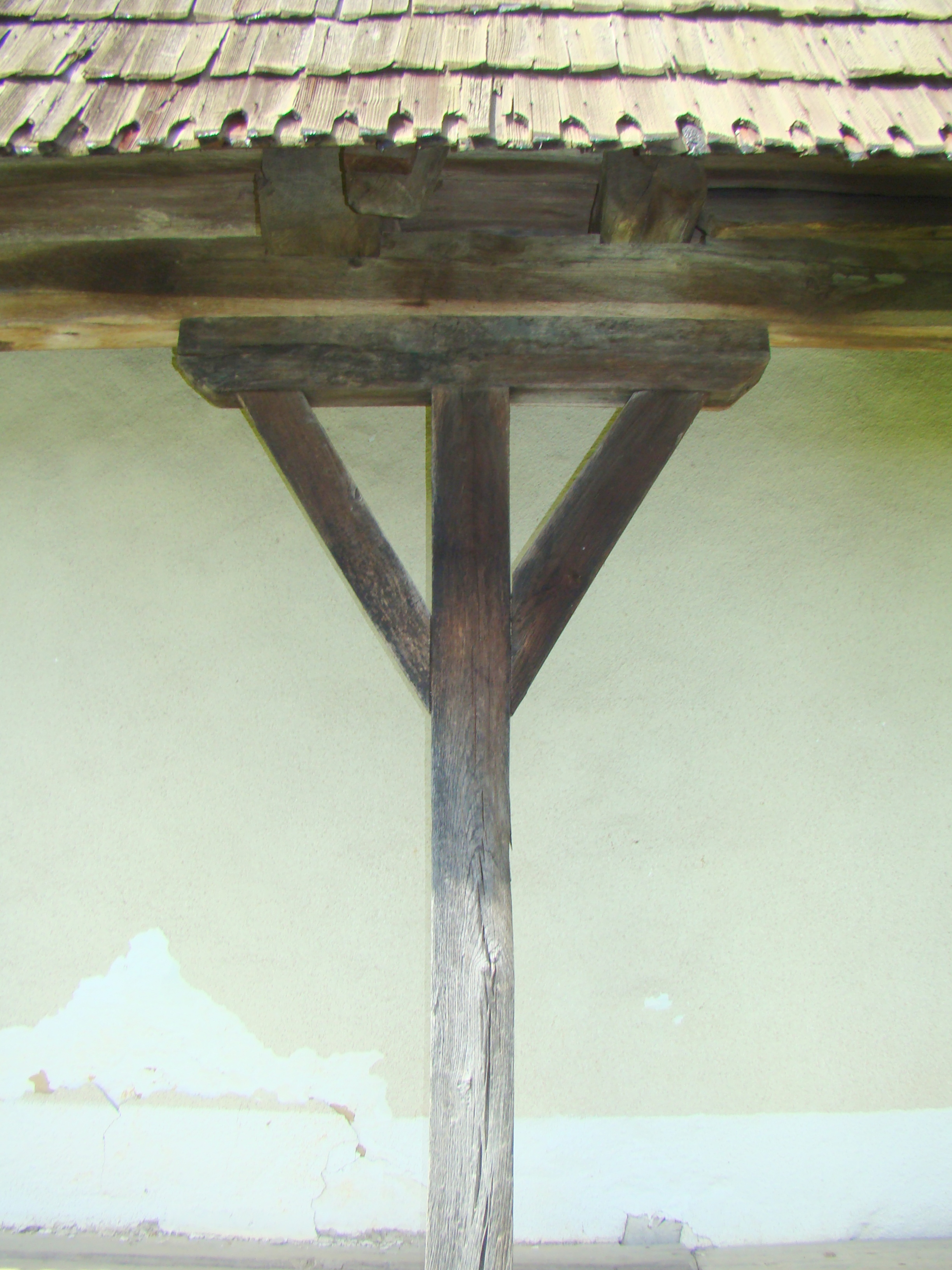
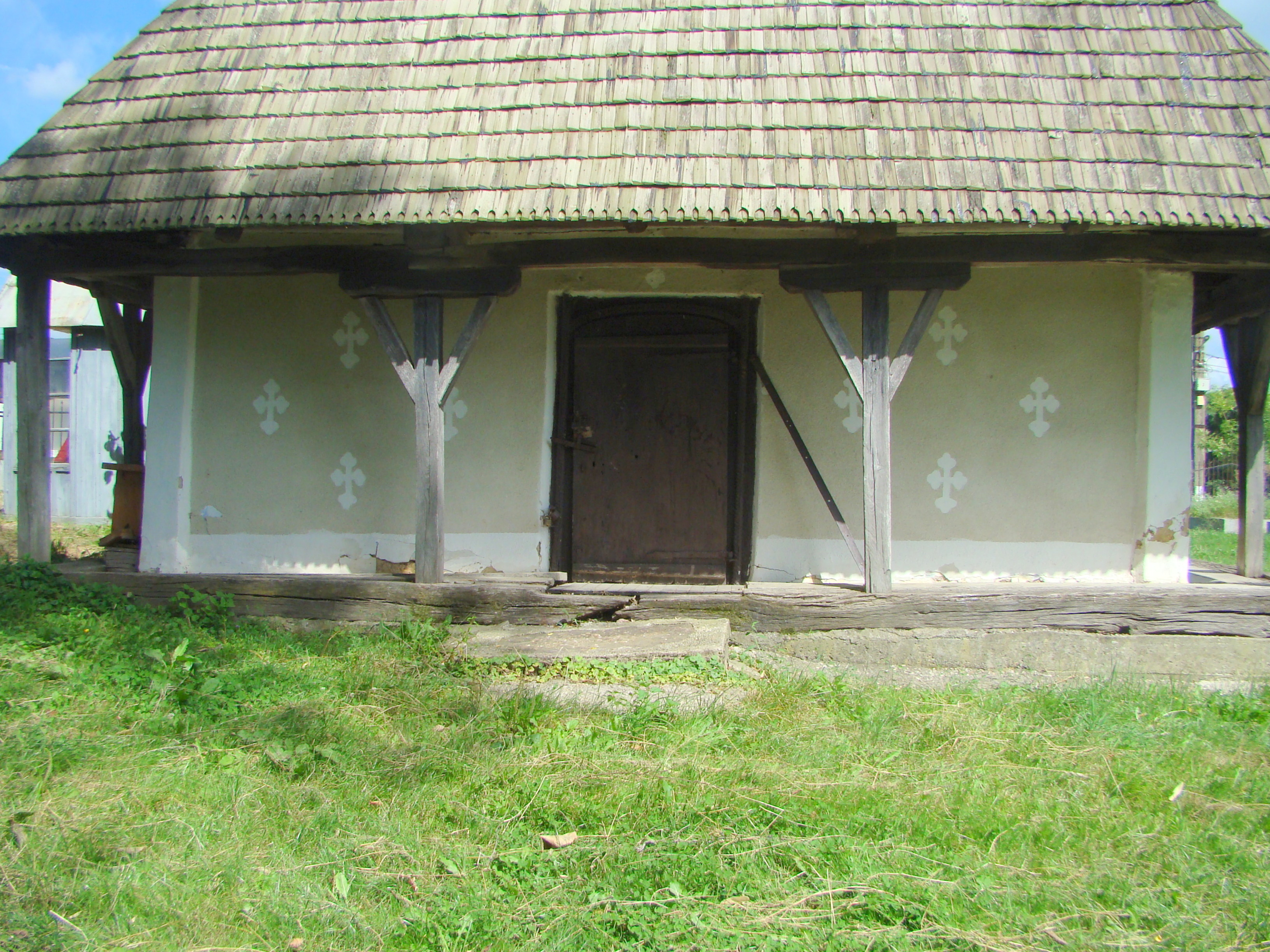
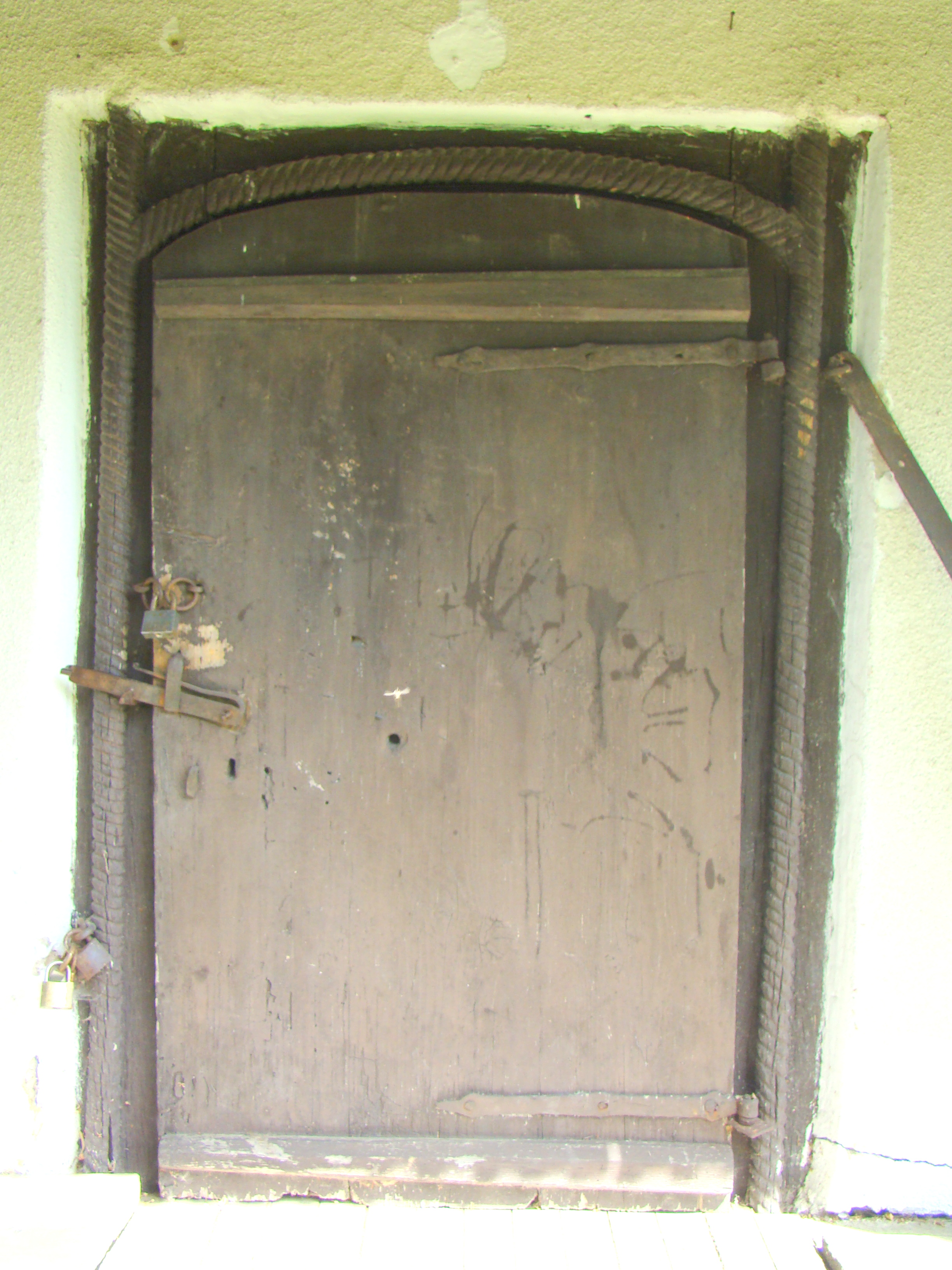
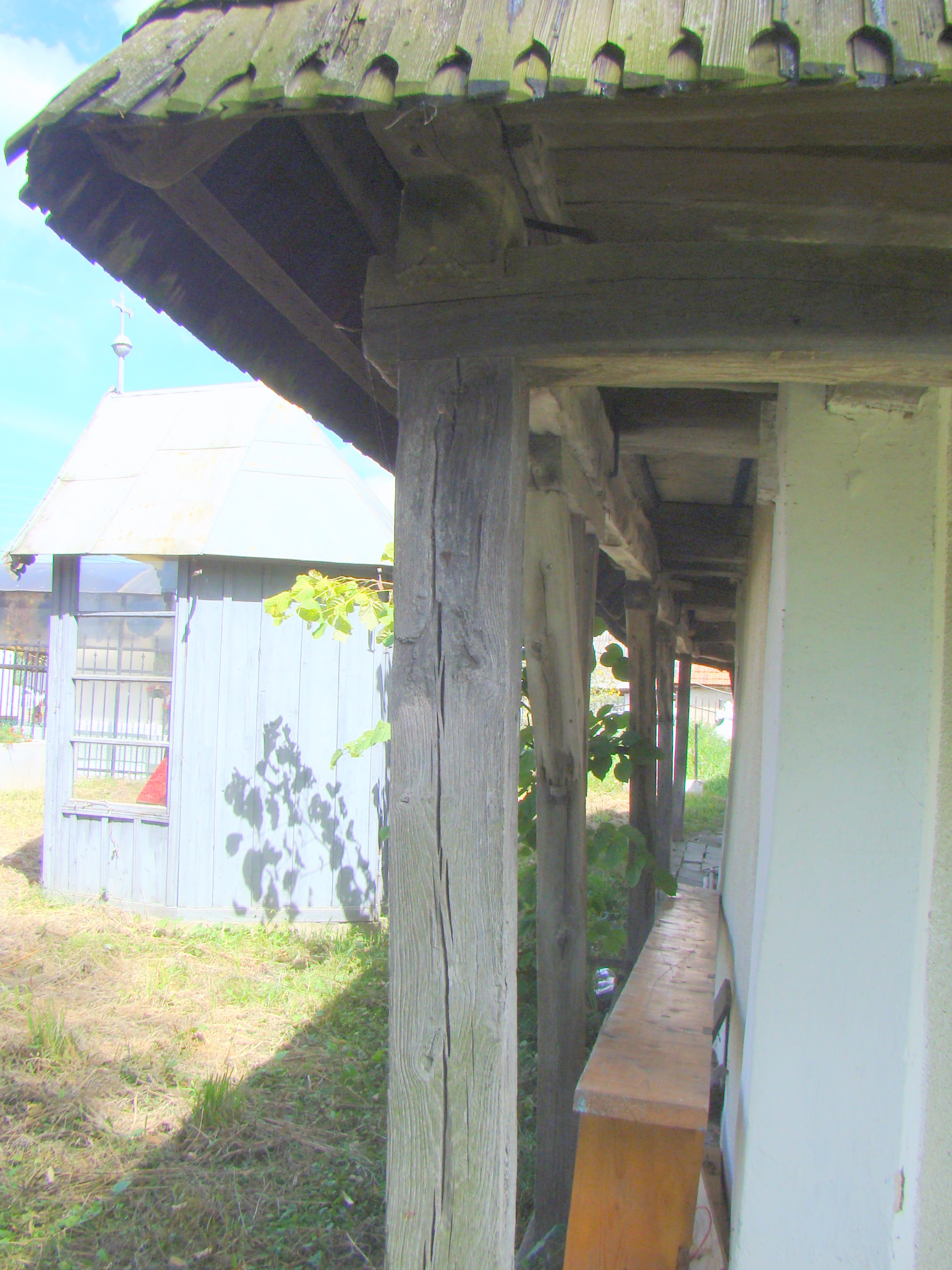
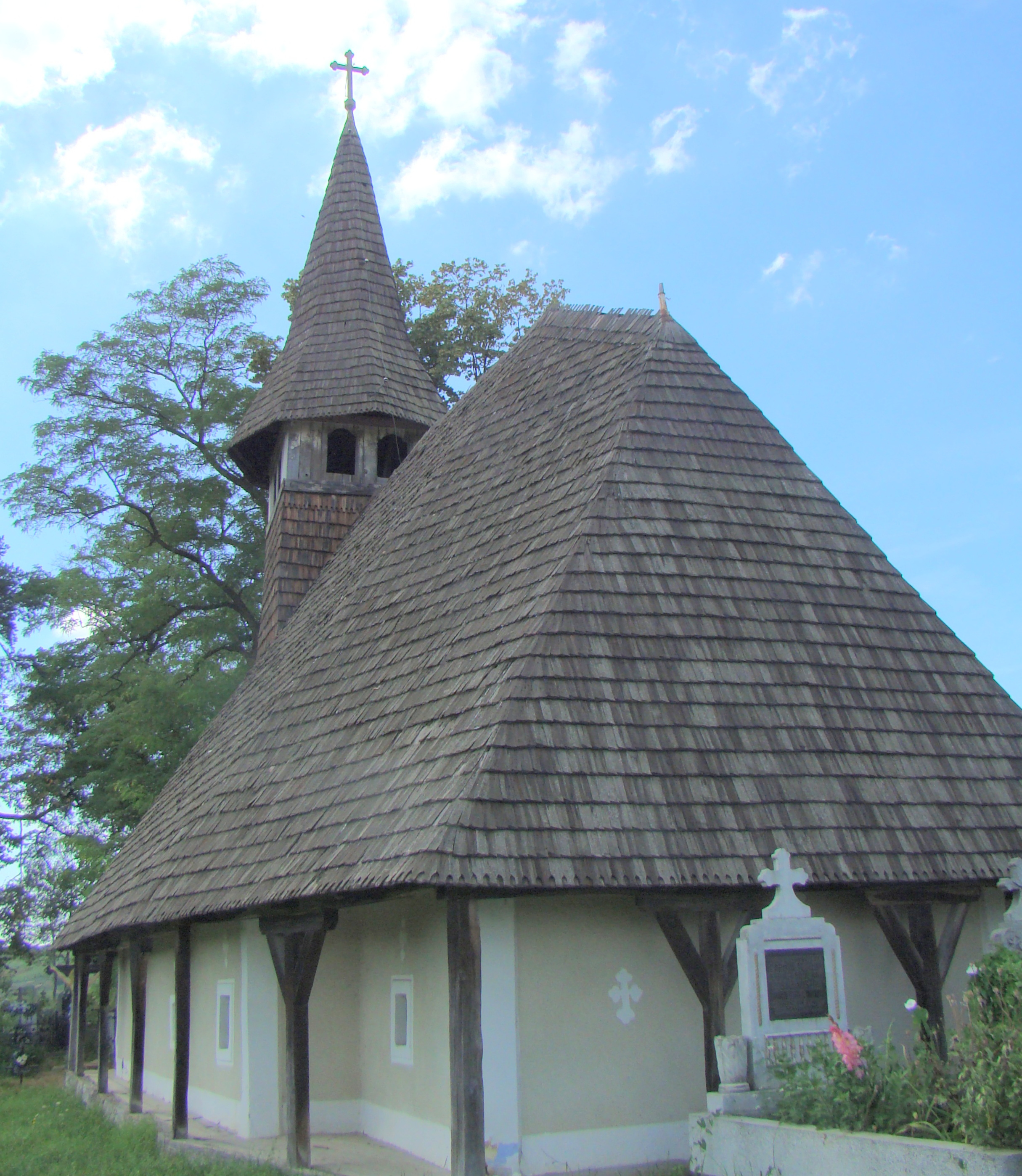
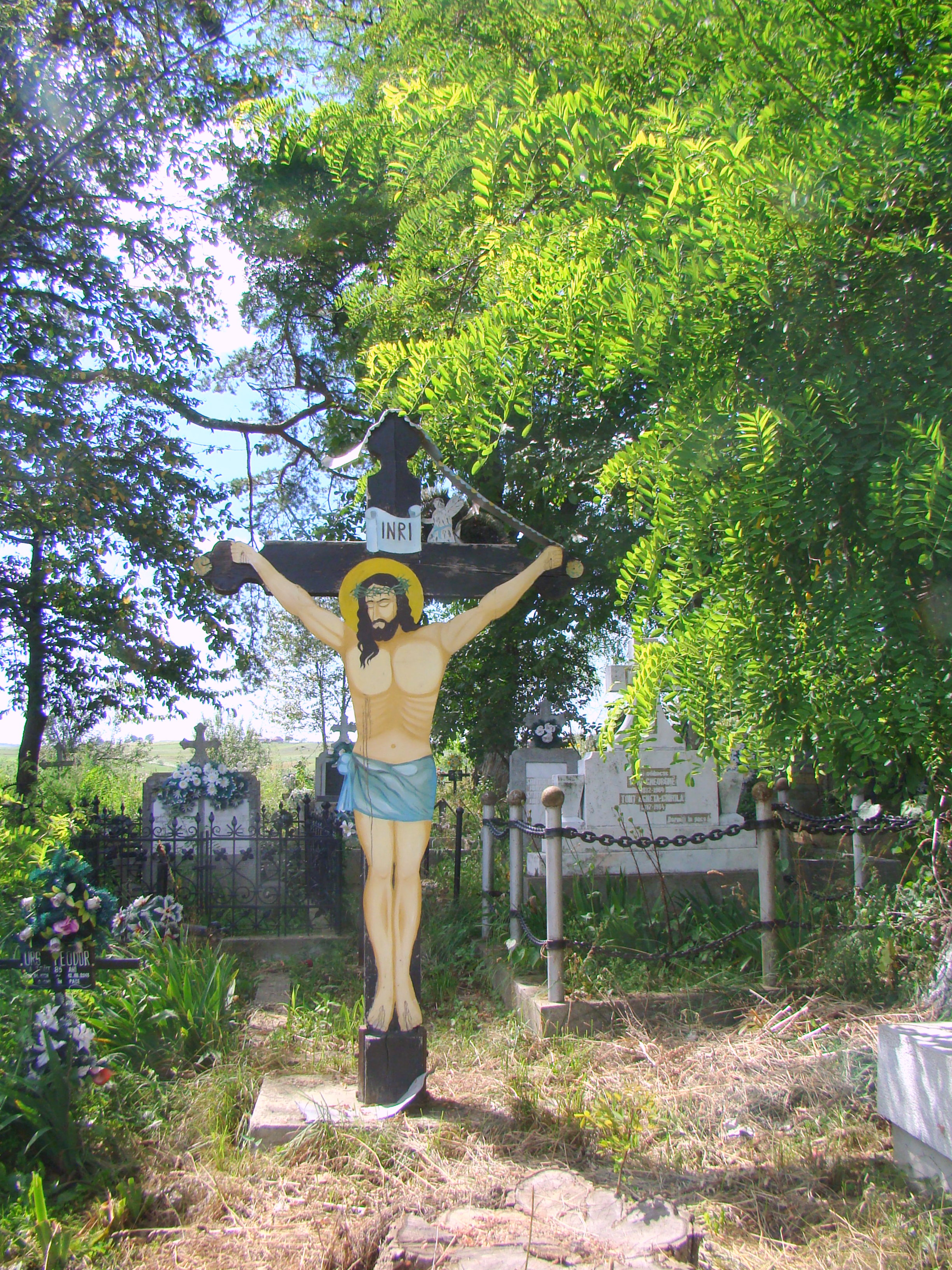
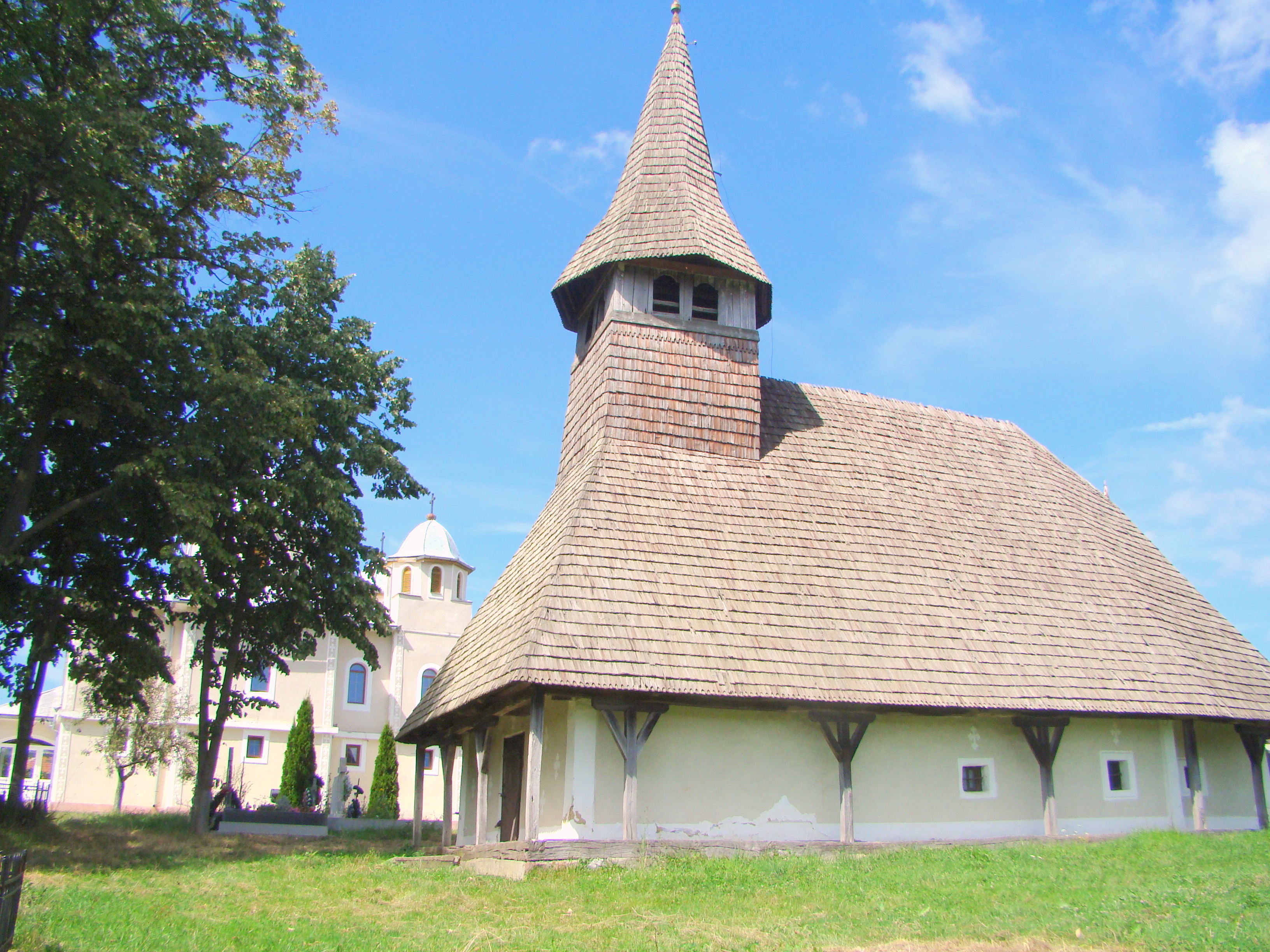
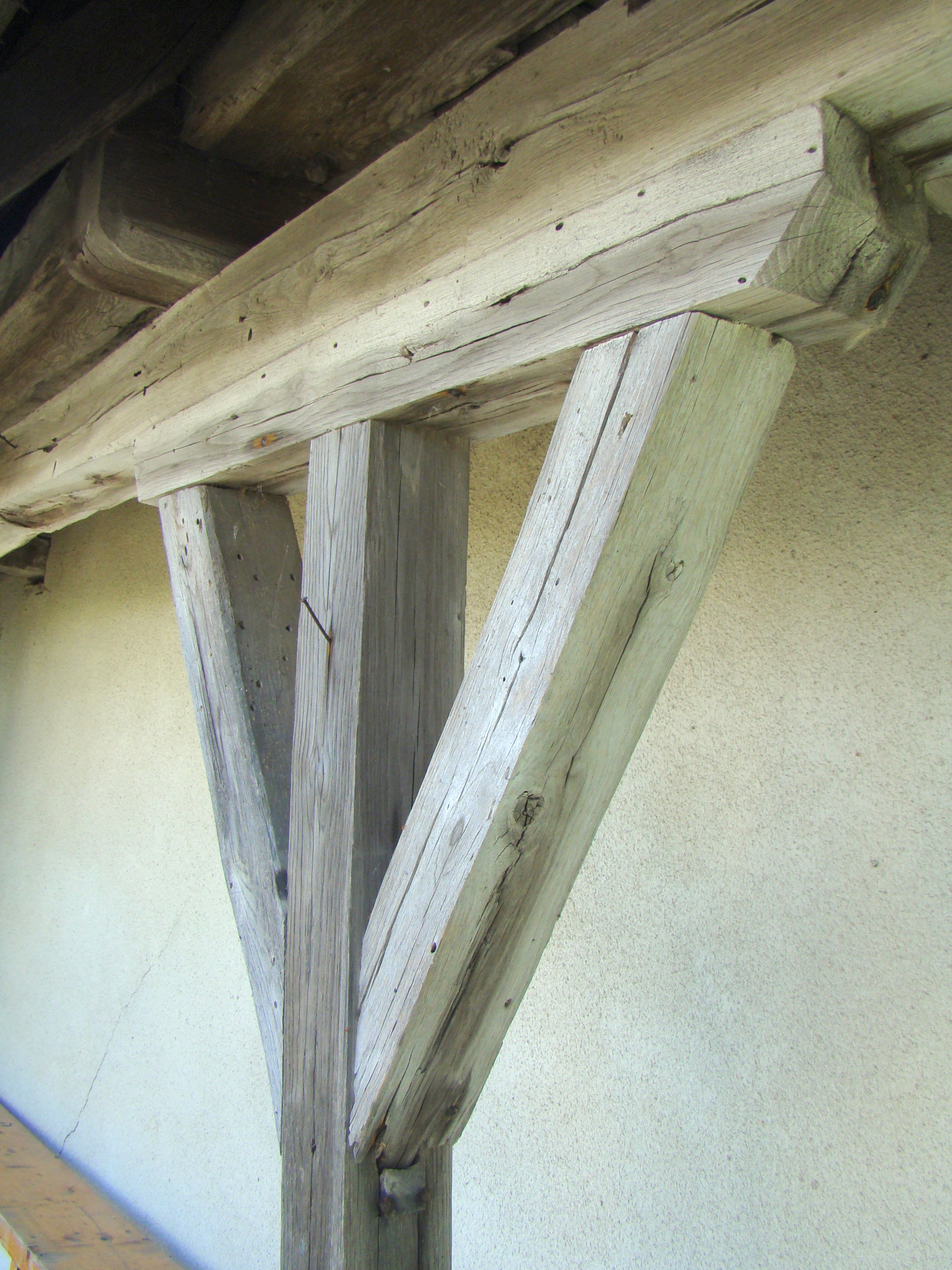
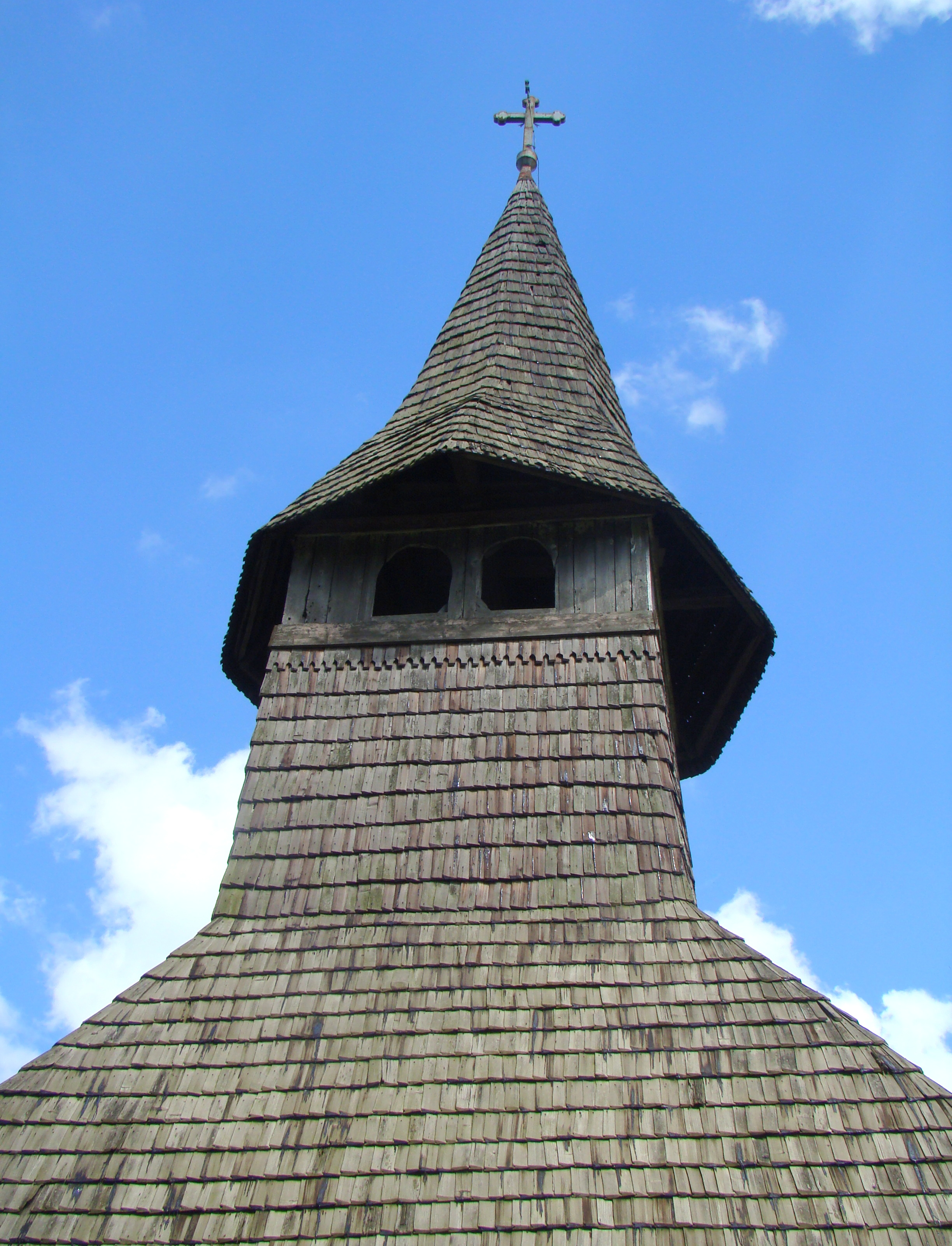
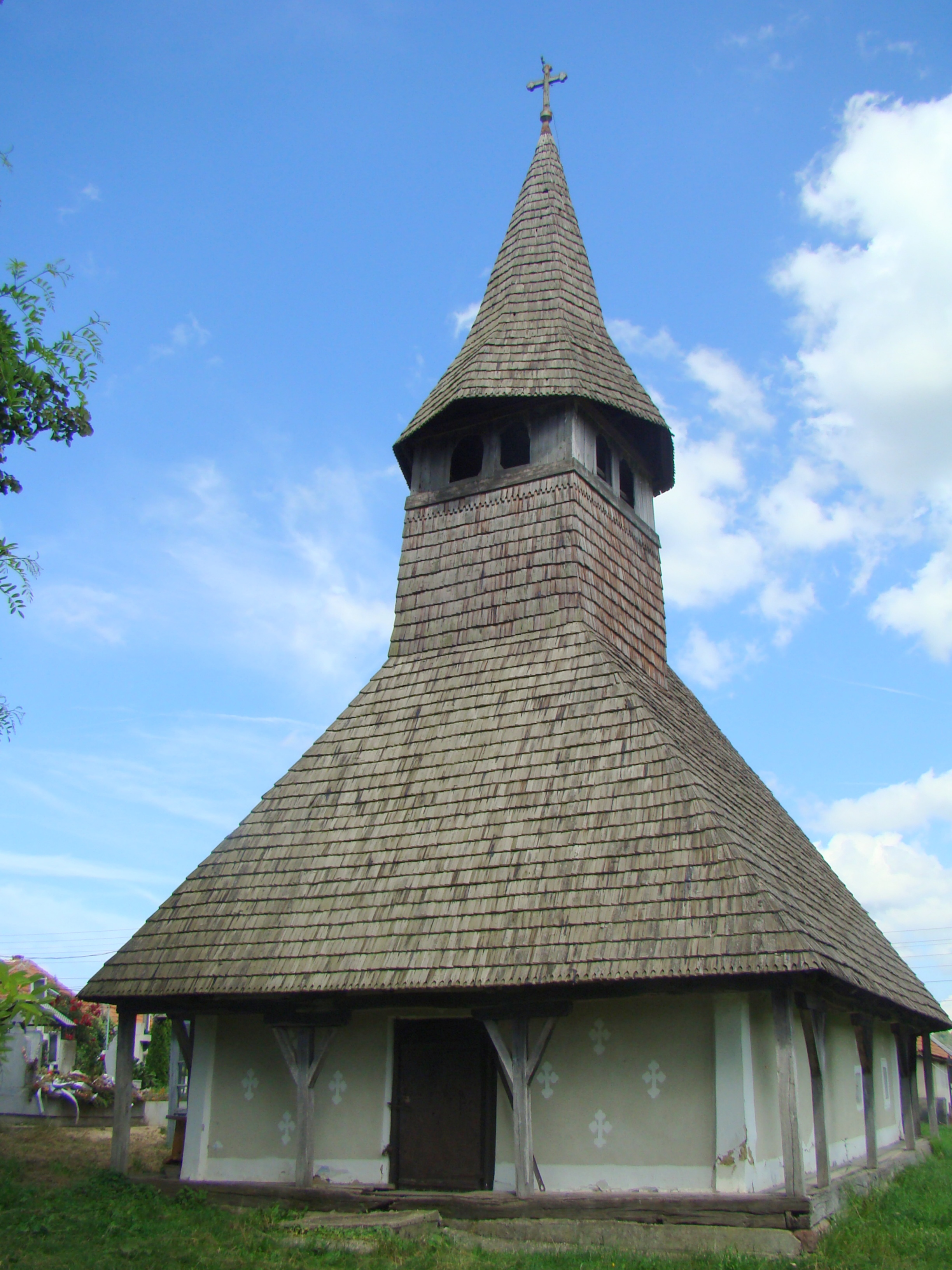
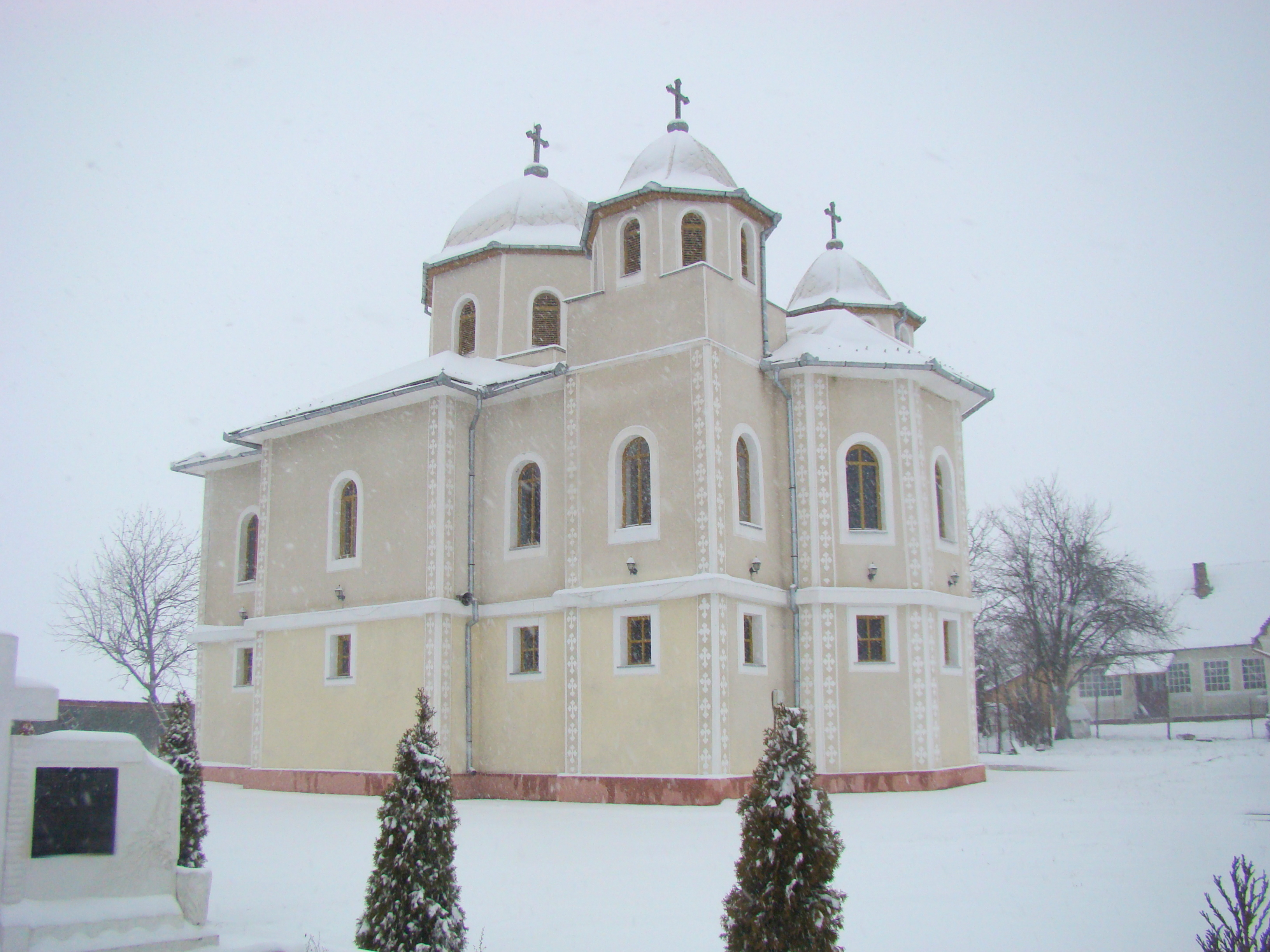
Biserica de zid cu hramul „Nașterea Sfântului Ioan Botezătorul”
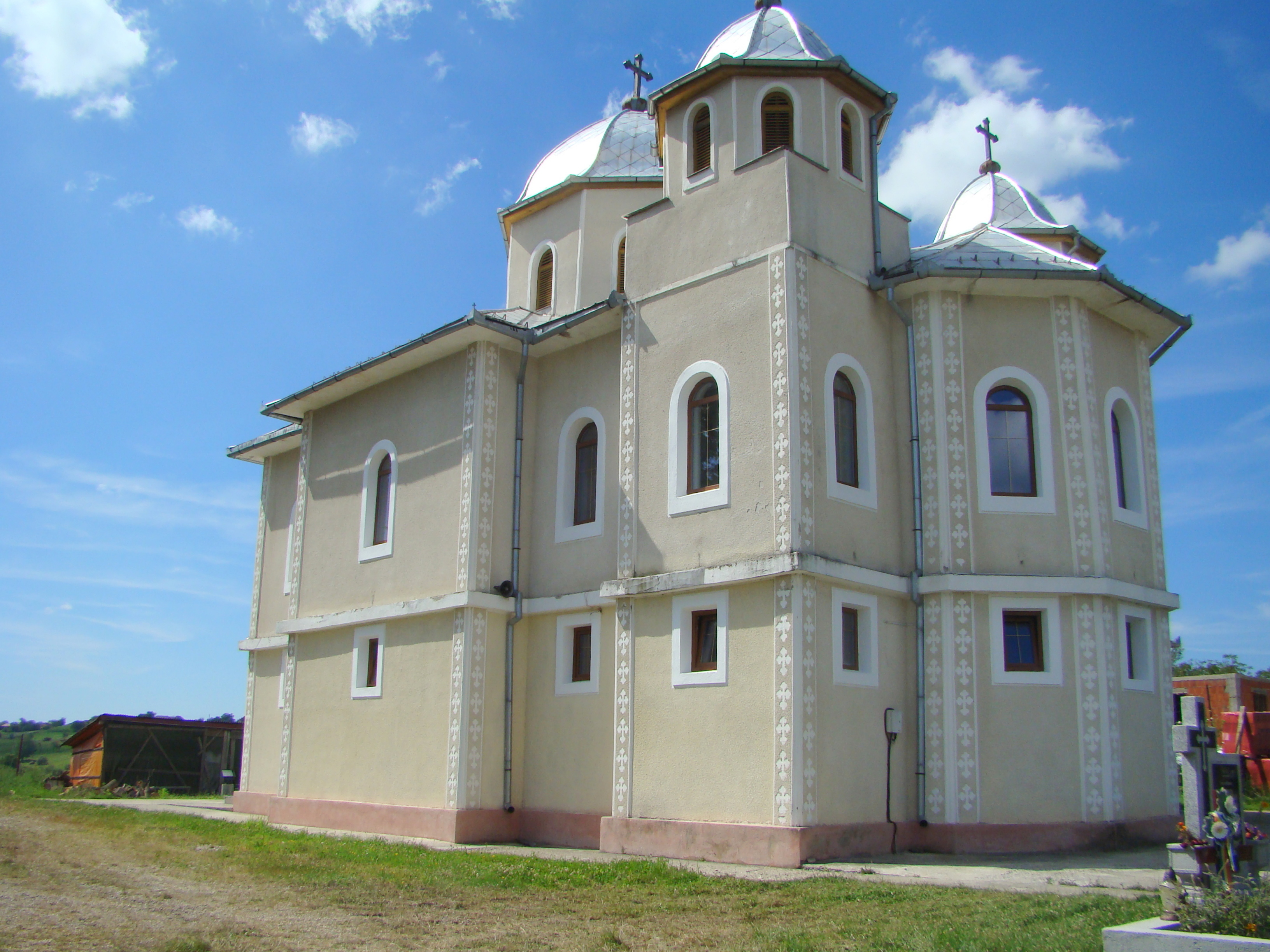
Biserica de zid cu hramul „Nașterea Sfântului Ioan Botezătorul”